# Liste de groupes de post-rock
Cet article est une liste de groupes de post-rock classés par ordre alphabétique.

## 0-9
| 12Twelve        | Espagne     |
| 65daysofstatic, | Royaume-Uni |

Début de page

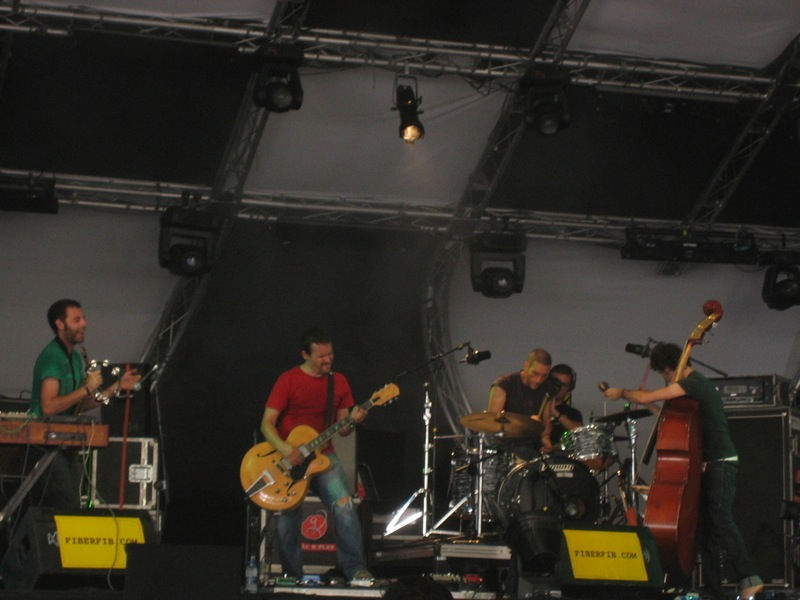
12Twelve au Festival international de Benicàssim en 2006.
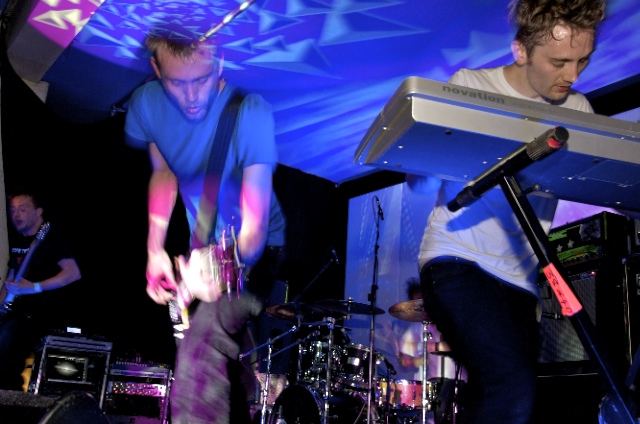
65daysofstatic en concert en juillet 2009.

## A
| A Silver Mt. Zion            | Canada      |
| Aereogramme                  | Royaume-Uni |
| Agora Fidelio                | France      |
| The Album Leaf               | États-Unis  |
| Alcest                       | France      |
| Amiina                       | Islande     |
| And So I Watch You from Afar | Royaume-Uni |

Début de page

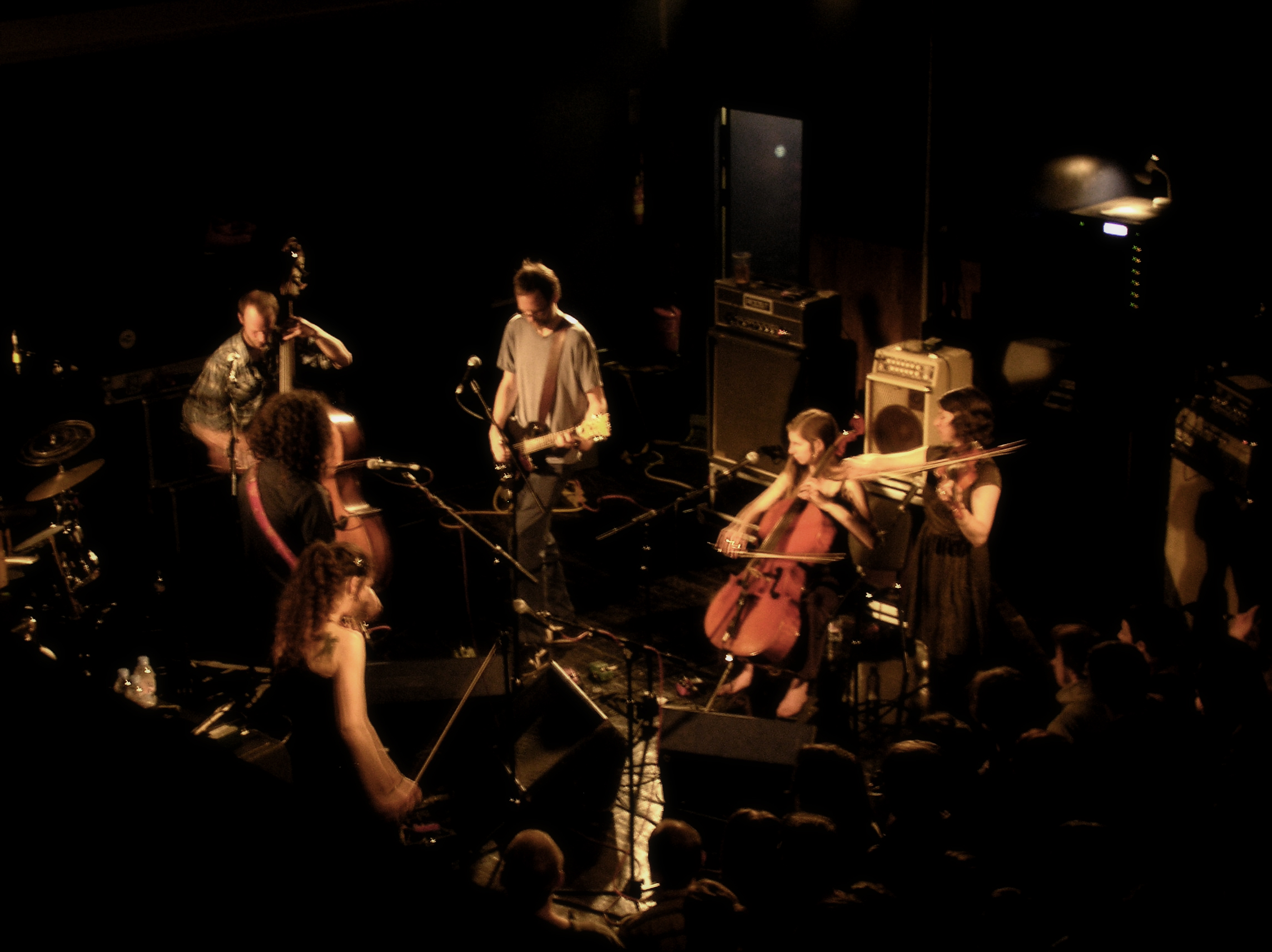
A Silver Mt. Zion en concert en 2007.
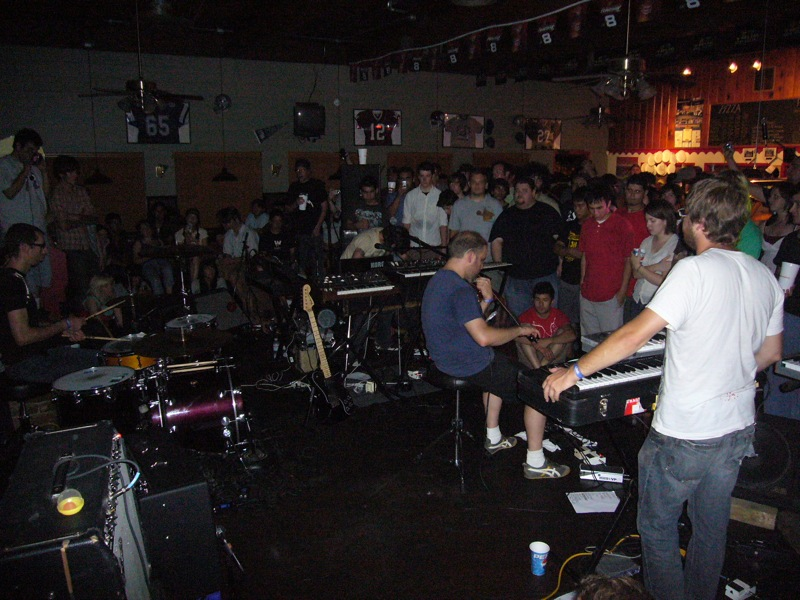
The Album Leaf en concert en 2006.
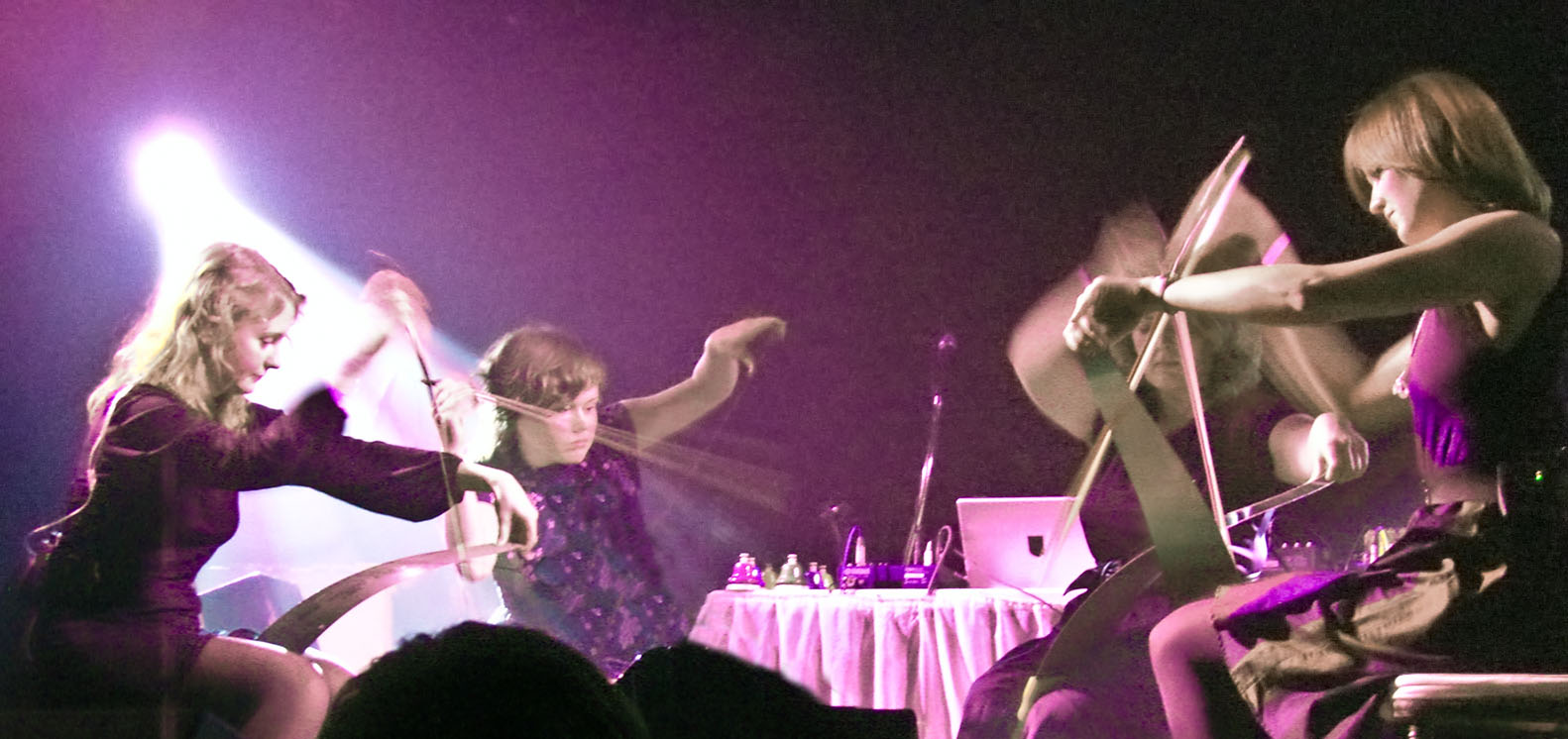
Amiina à Minneapolis en 2007.
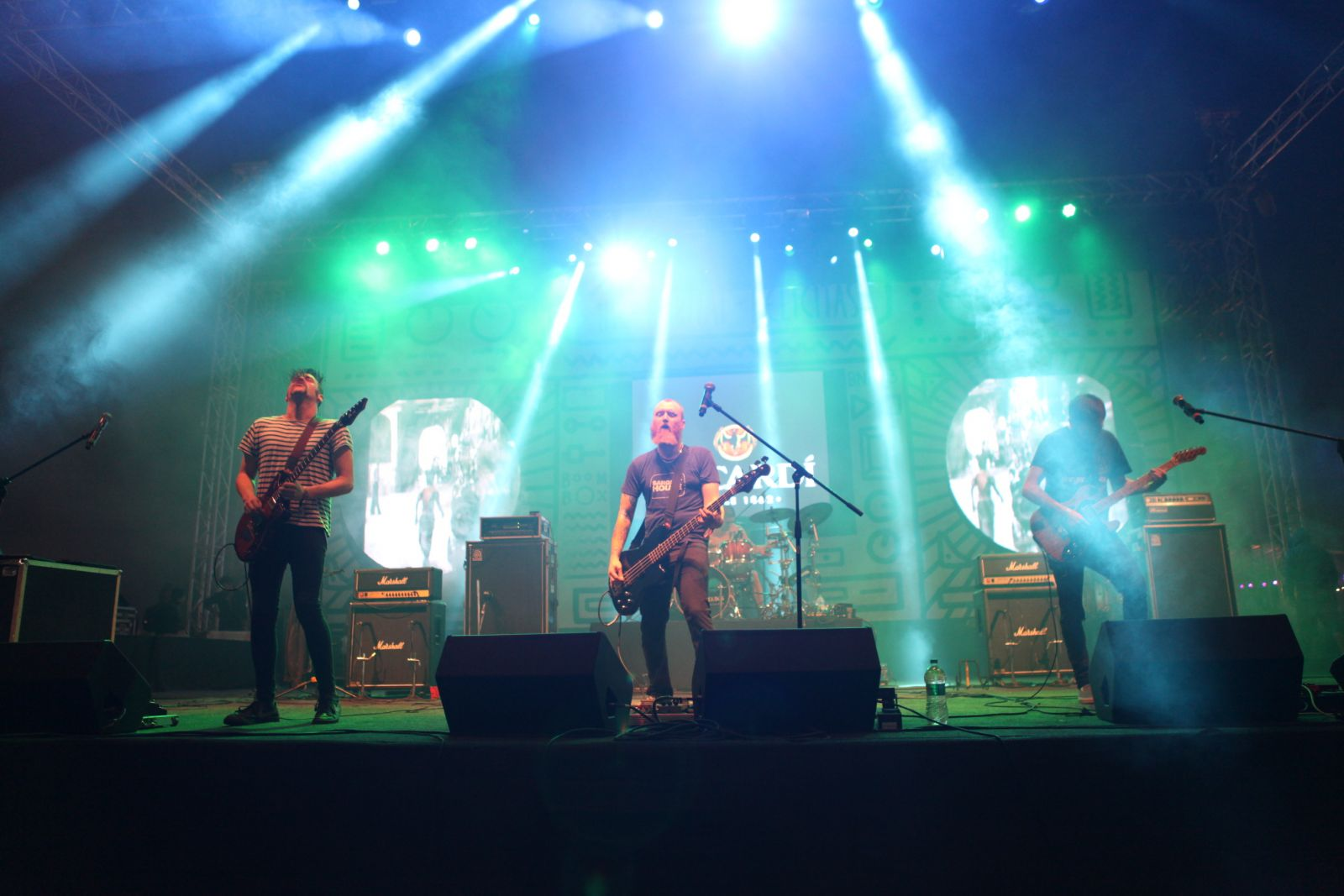
And So I Watch You from Afar en concert en Inde en 2016.

## B
| Balmorhea           | États-Unis  |
| Bardo Pond          | États-Unis  |
| Bark Psychosis,     | Royaume-Uni |
| Bästard             | France      |
| Battles             | États-Unis  |
| Beautiful Leopard   | Suisse      |
| Bedhead             | États-Unis  |
| Bell Orchestre      | Canada      |
| Besides             | Pologne     |
| Bipolar Explorer    | États-Unis  |
| Bowery Electric     | États-Unis  |
| Brise-Glace         | États-Unis  |
| Broadcast           | Royaume-Uni |
| Broken Social Scene | Canada      |

Début de page

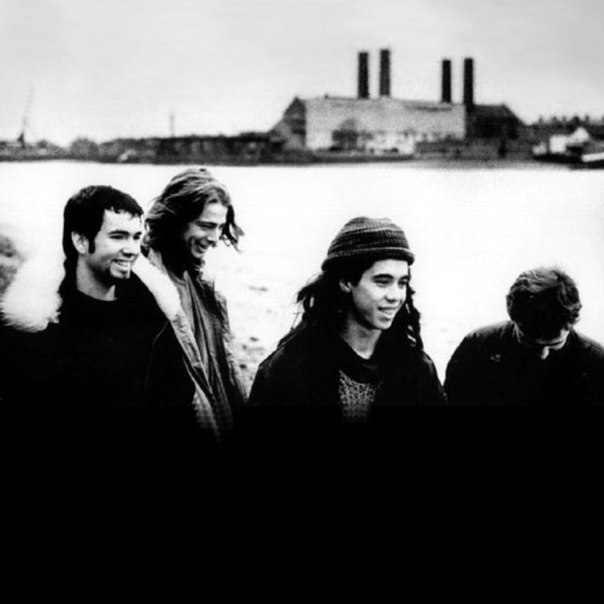
Bark Psychosis en 1992.
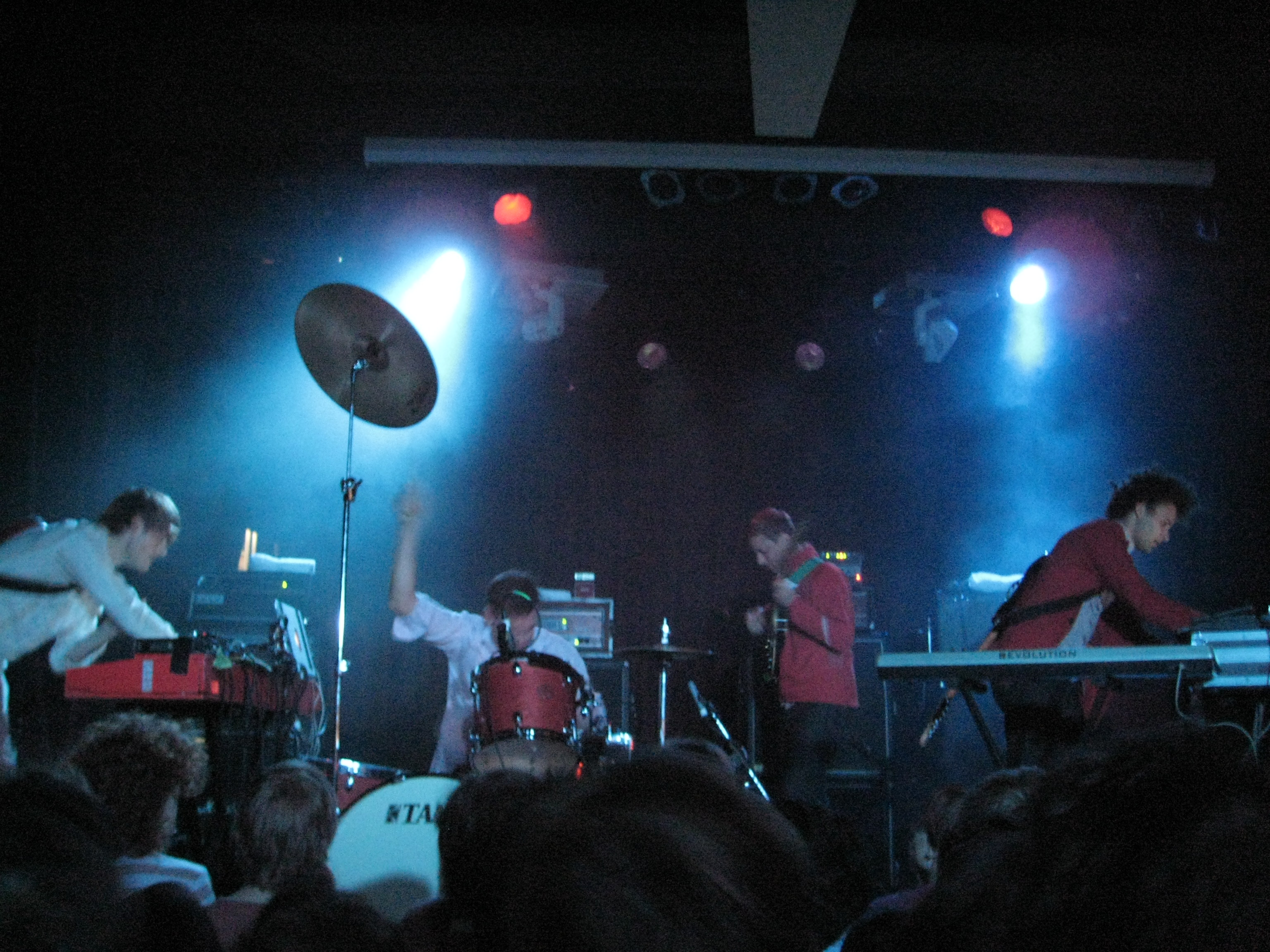
Battles à Sydney en 2007.
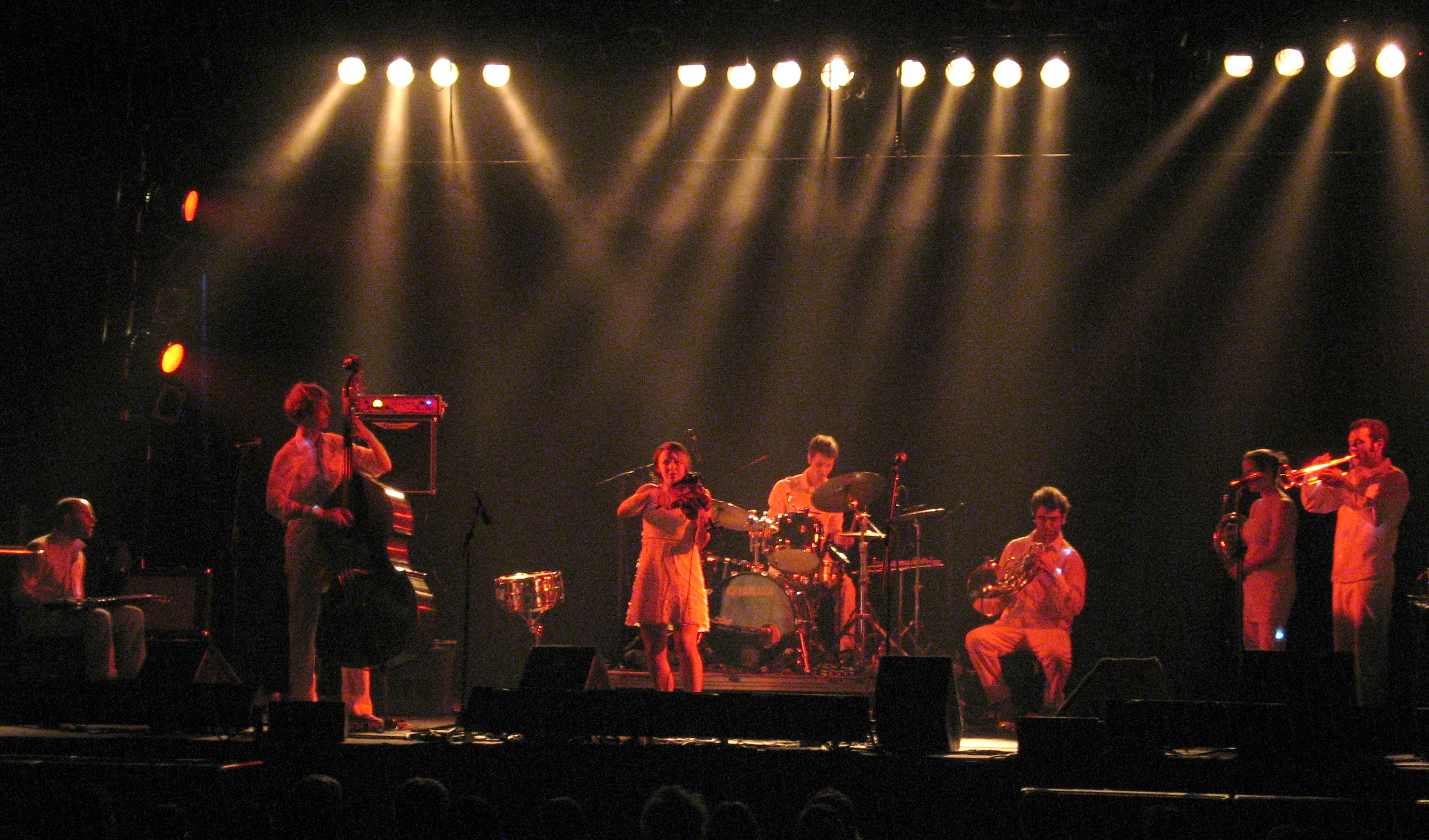
Bell Orchestre à Montréal en juillet 2006.
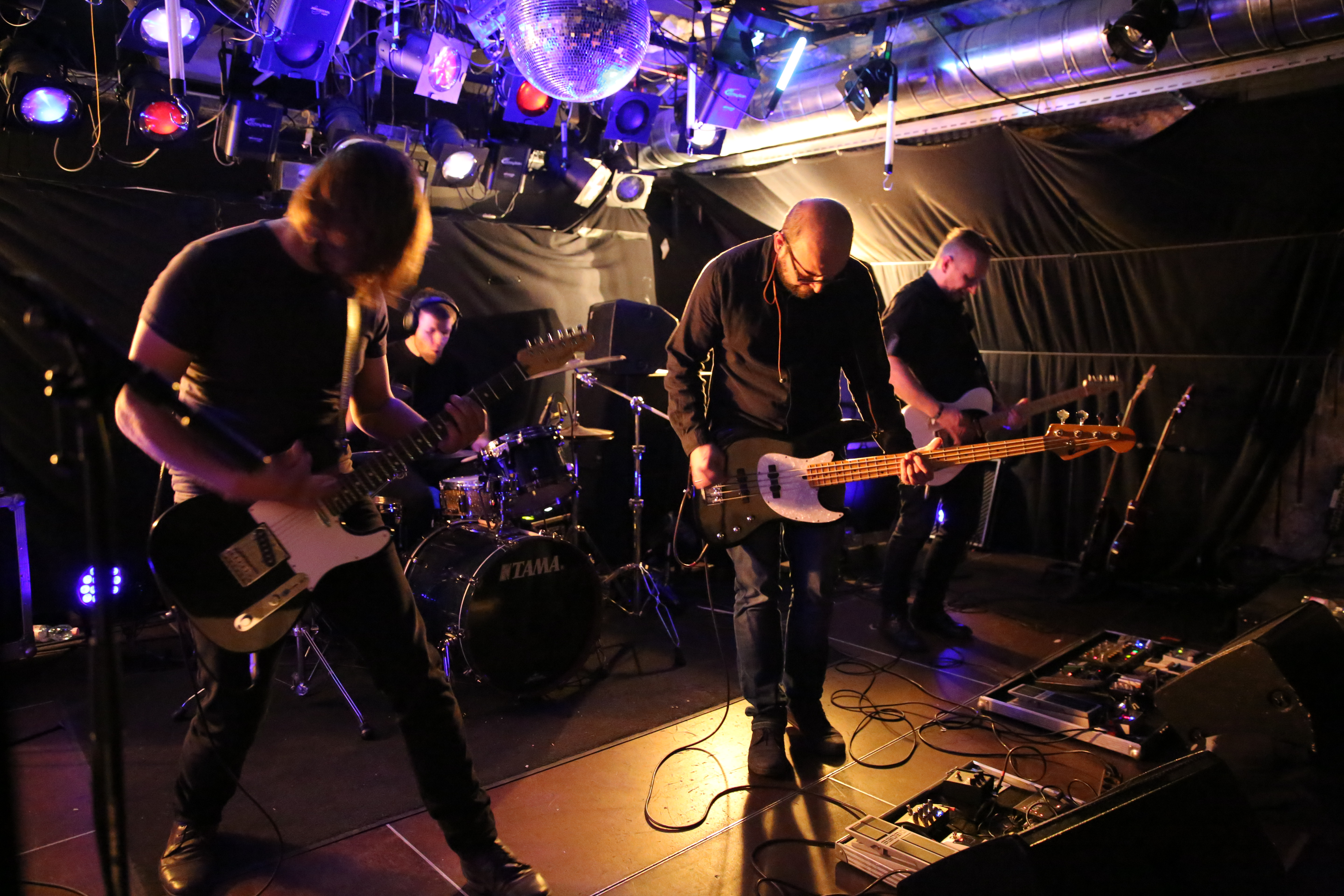
Besides à Zurich en 2016.

## C
| Caspian         | États-Unis |  |
| Cheval de frise | France     |  |
| Chevreuil       | France     |  |
| Couch           | Allemagne  |  |
| Cyann & Ben     | France     |  |

Début de page

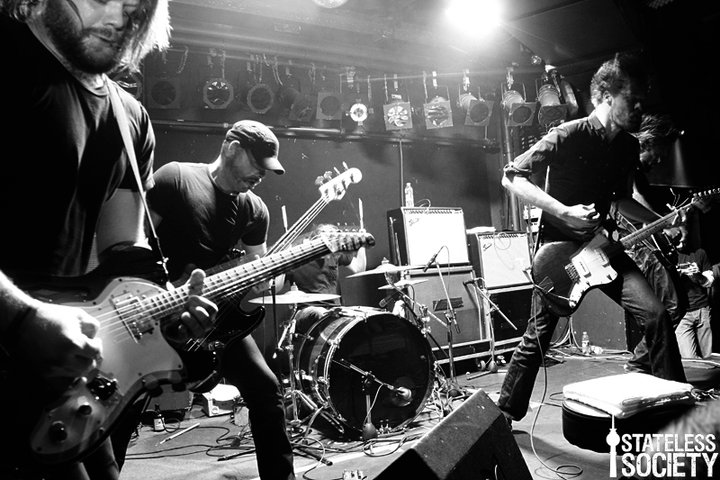
Caspian à Berlin en décembre 2010.
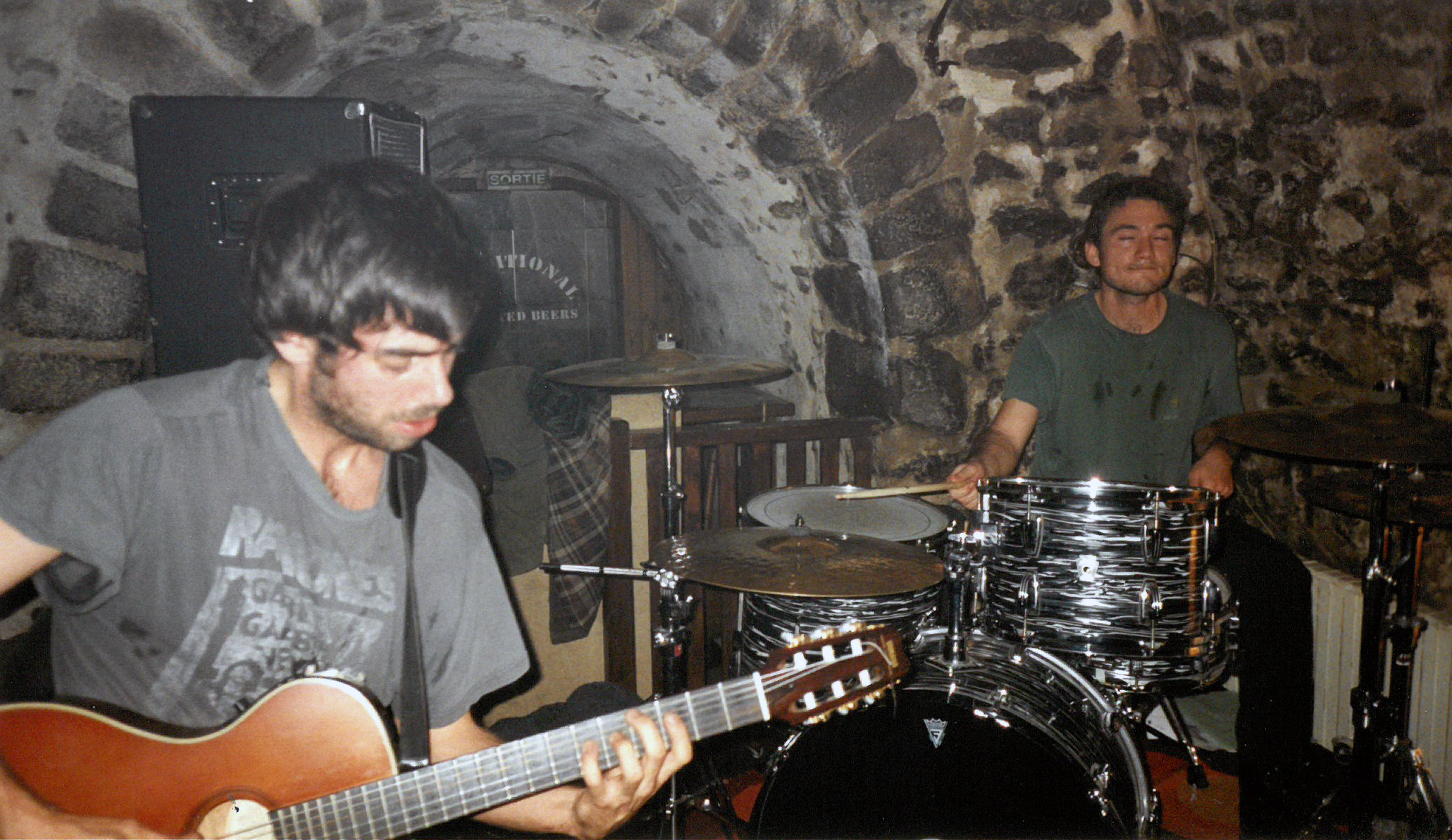
Cheval de frise à Limoges en 2001.

## D
| DaYTona              | France     |
| The Delano Orchestra | France     |
| Dirty Three,         | Australie  |
| Les Discrets         | France     |
| Do Make Say Think    | Canada     |
| Don Caballero        | États-Unis |
| downy                | Japon      |

Début de page

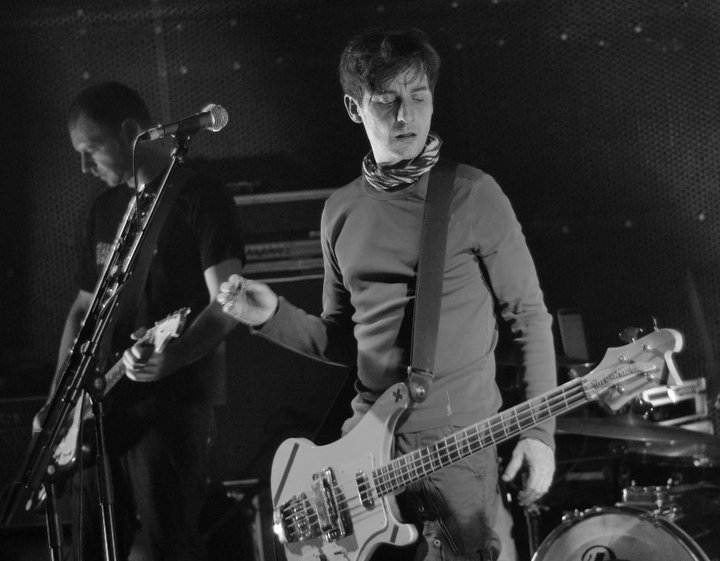
DaYTona en concert en 2011.
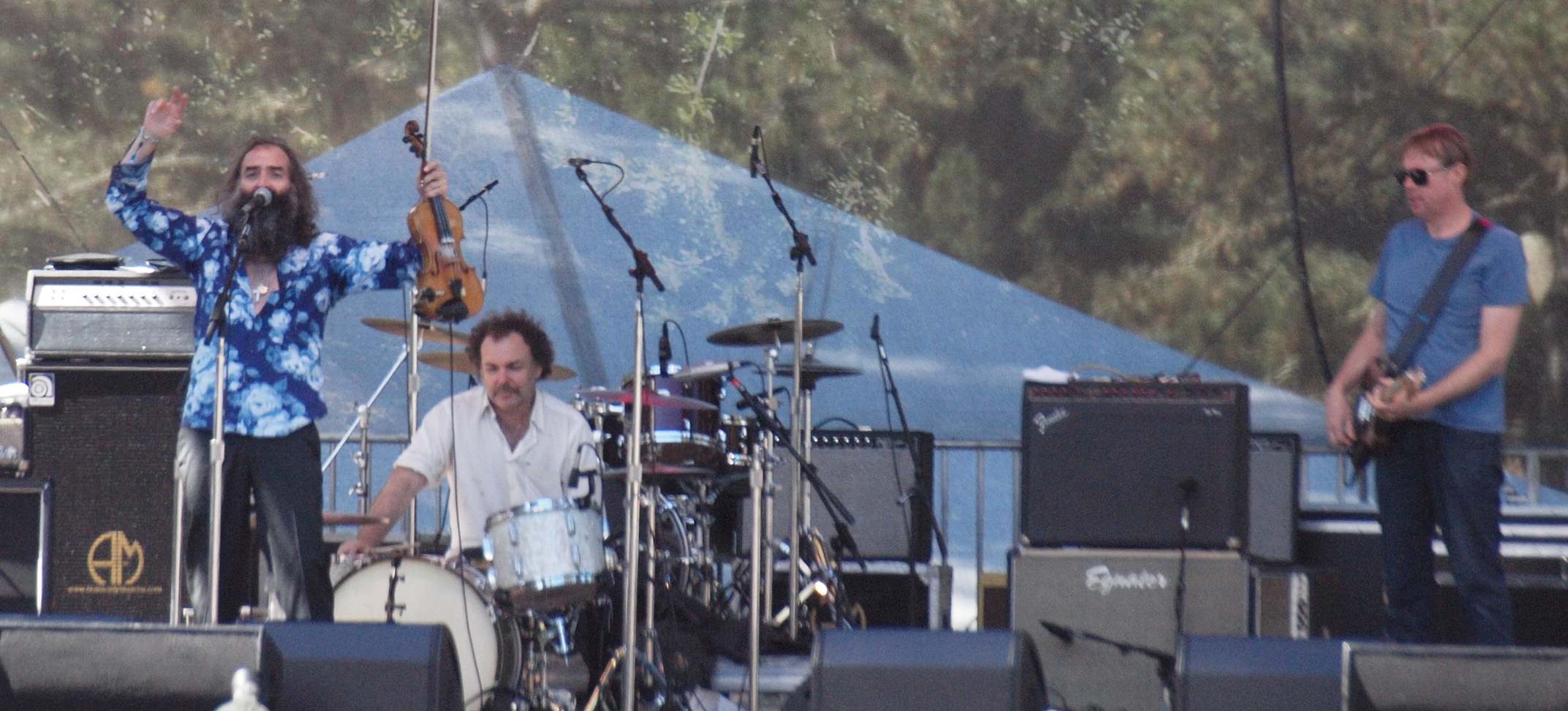
Dirty Three à San Francisco en octobre 2012.
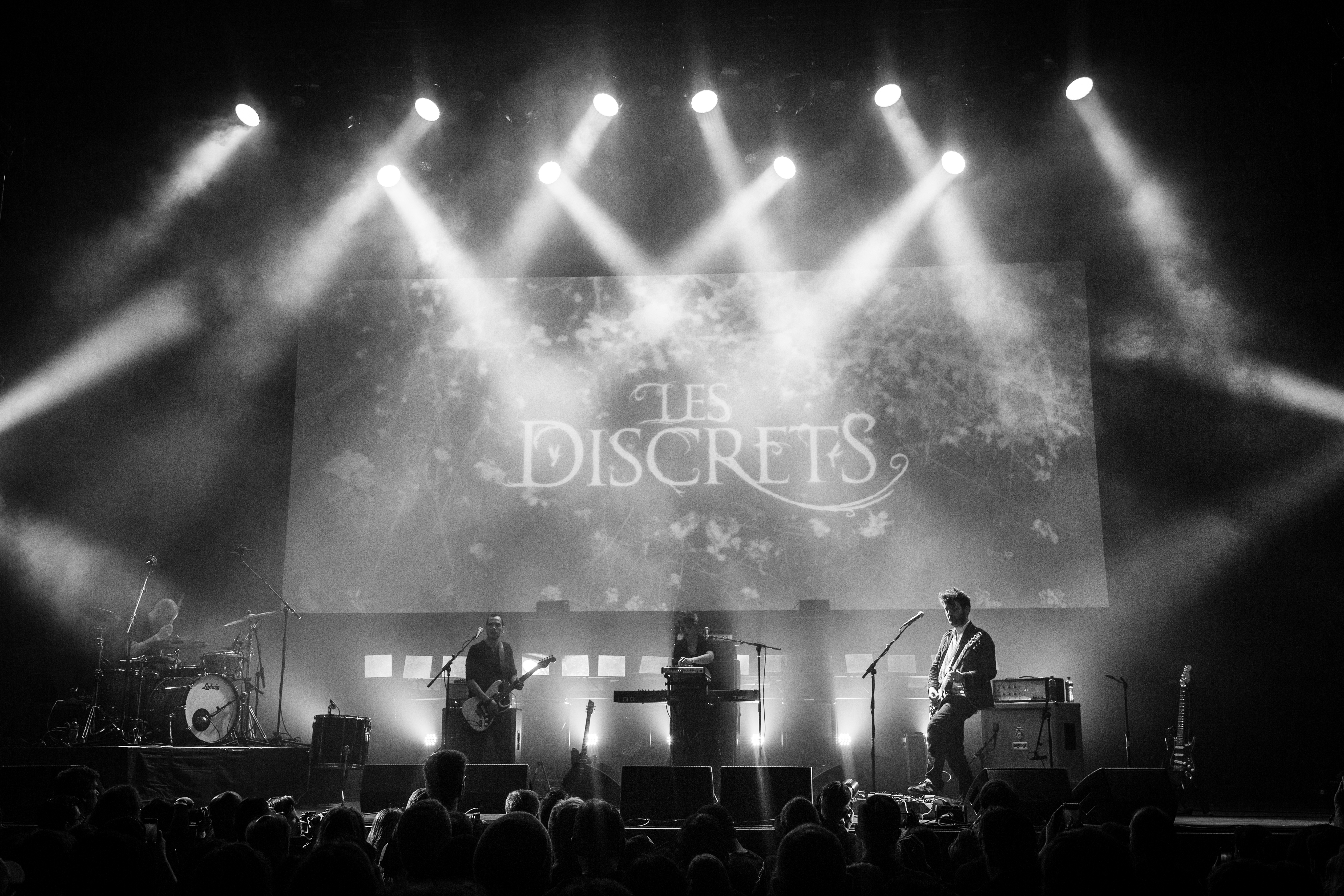
Les Discrets au Roadburn Festival en 2017.
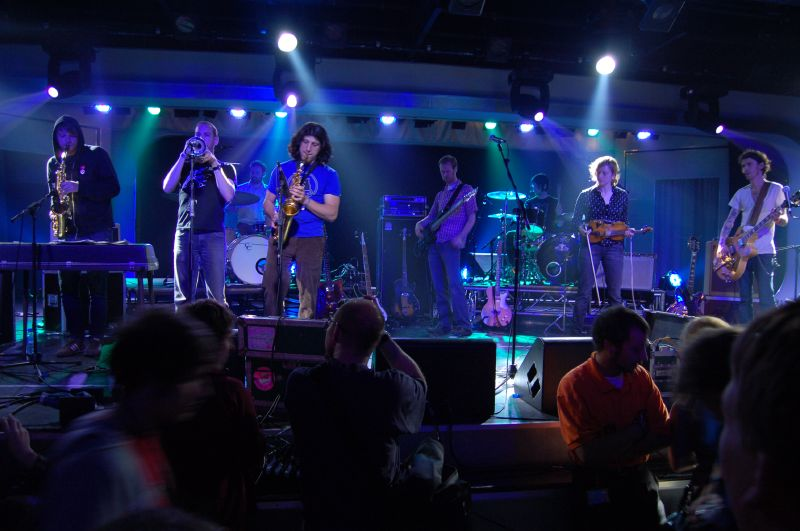
Do Make Say Think en concert en 2007.

## E
| Ef                          | Suède       |
| Efterklang                  | Danemark    |
| Electrelane                 | Royaume-Uni |
| Emeralds                    | États-Unis  |
| Envy                        | Japon       |
| Everything Is Made in China | Russie      |
| The Evpatoria Report        | Suisse      |
| Explosions in the Sky,      | États-Unis  |

Début de page

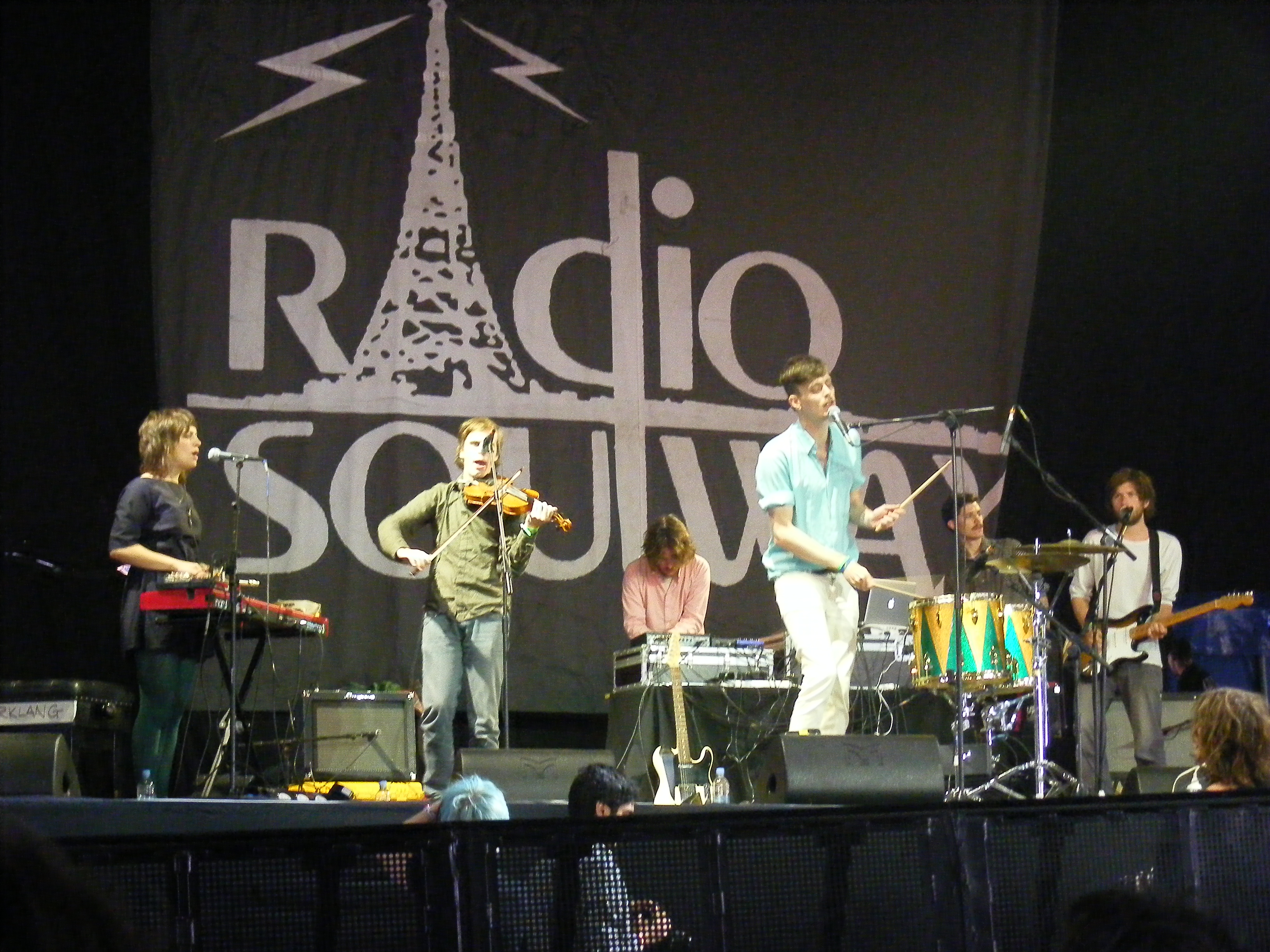
Efterklang à l'Île de Wight en 2009.
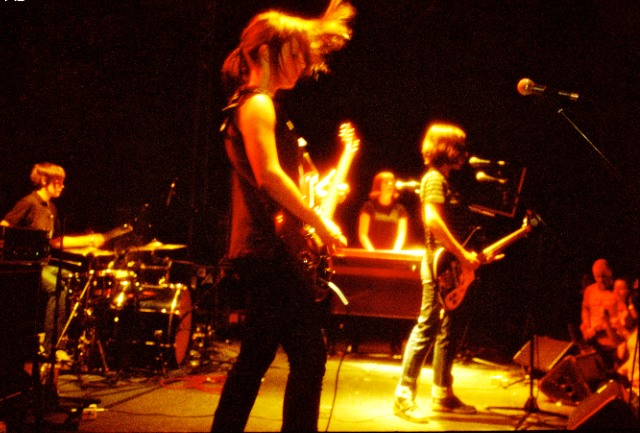
Electrelane à Brighton en décembre 2007.
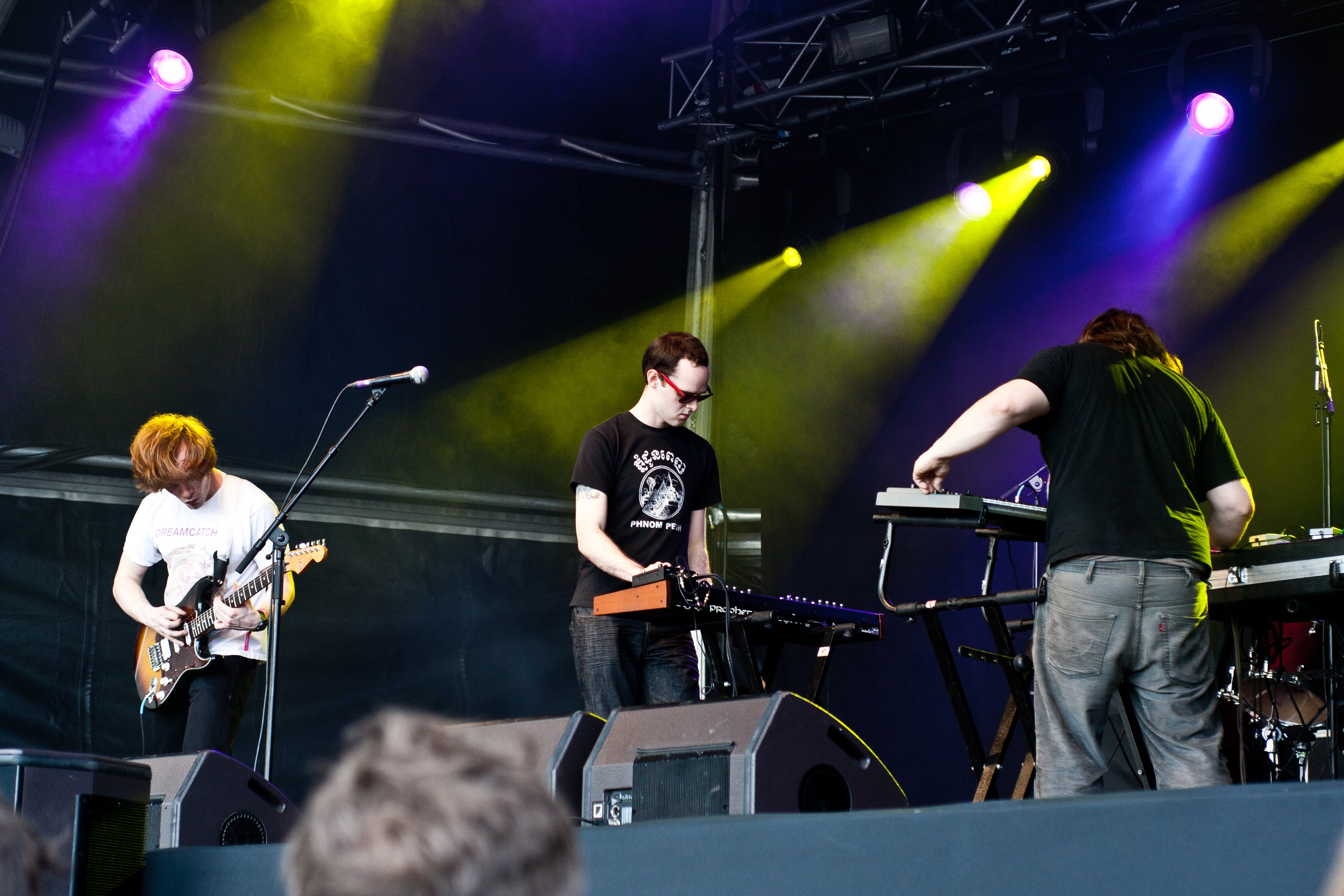
Emeralds au Primavera Sound Festival en 2011.
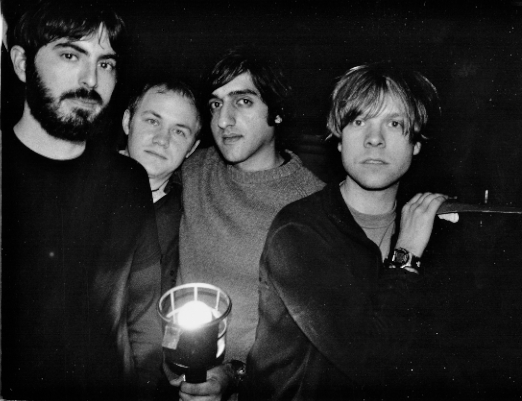
Explosions in the Sky en 2004.

## F
| Fly Pan Am,            | Canada      |
| For a Minor Reflection | Islande     |
| The For Carnation      | États-Unis  |
| Fridge,                | Royaume-Uni |
| Fuck Buttons           | Royaume-Uni |

Début de page

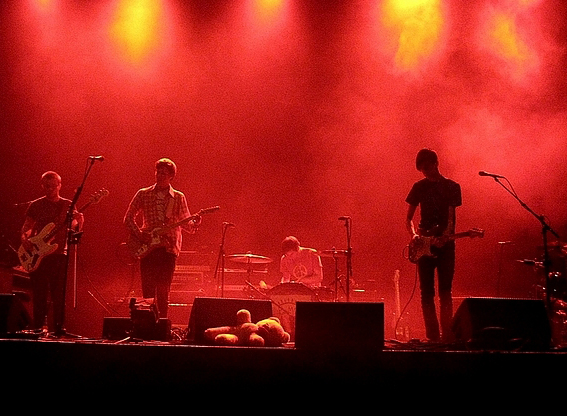
For a Minor Reflection au Zénith de Paris en novembre 2008.
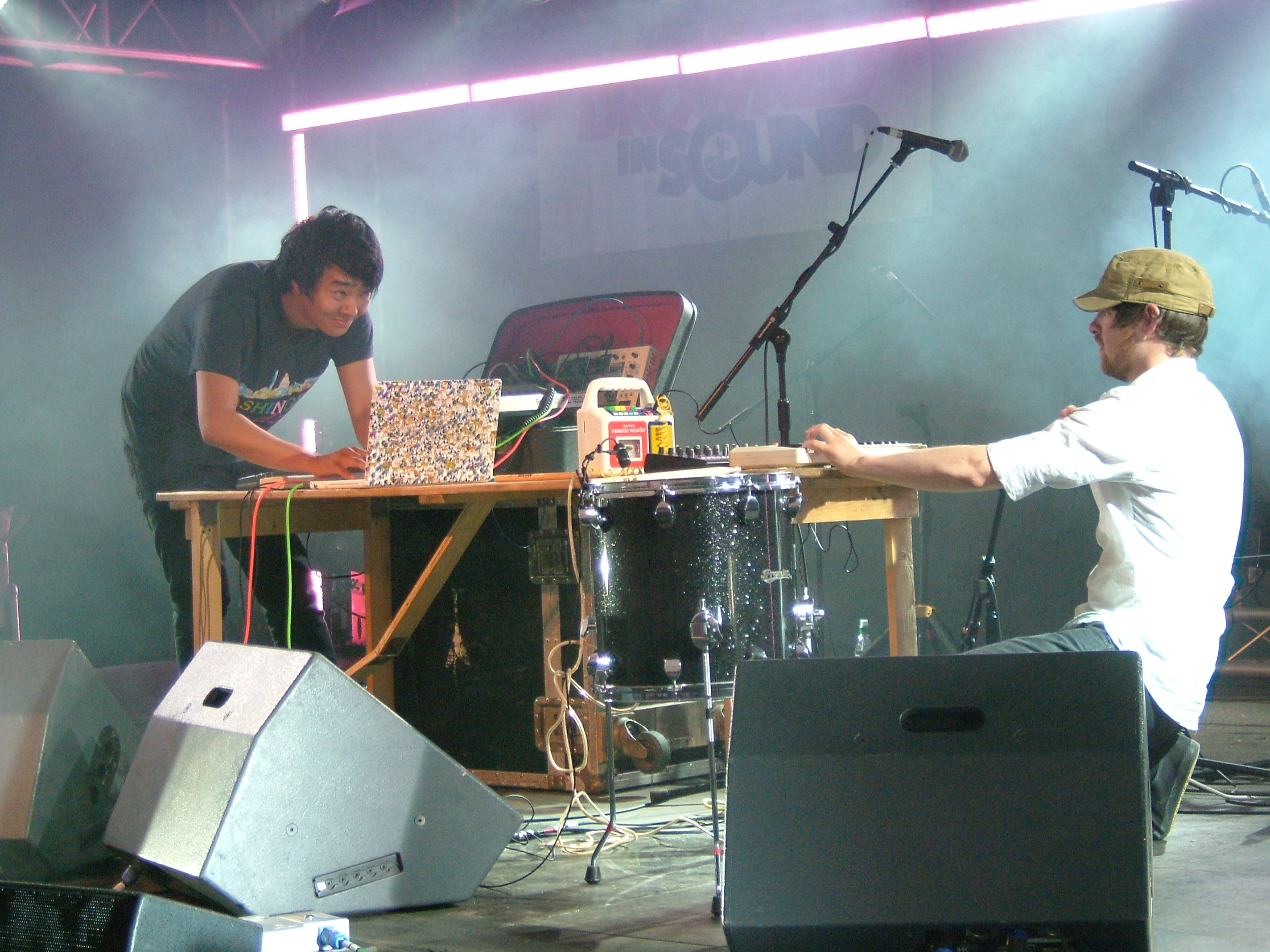
Fuck Buttons à Leicester en août 2008.

## G
| Gastr del Sol,               | États-Unis |
| God Is an Astronaut          | Irlande    |
| Godspeed You! Black Emperor, | Canada     |
| Guns of Brixton              | France     |

Début de page

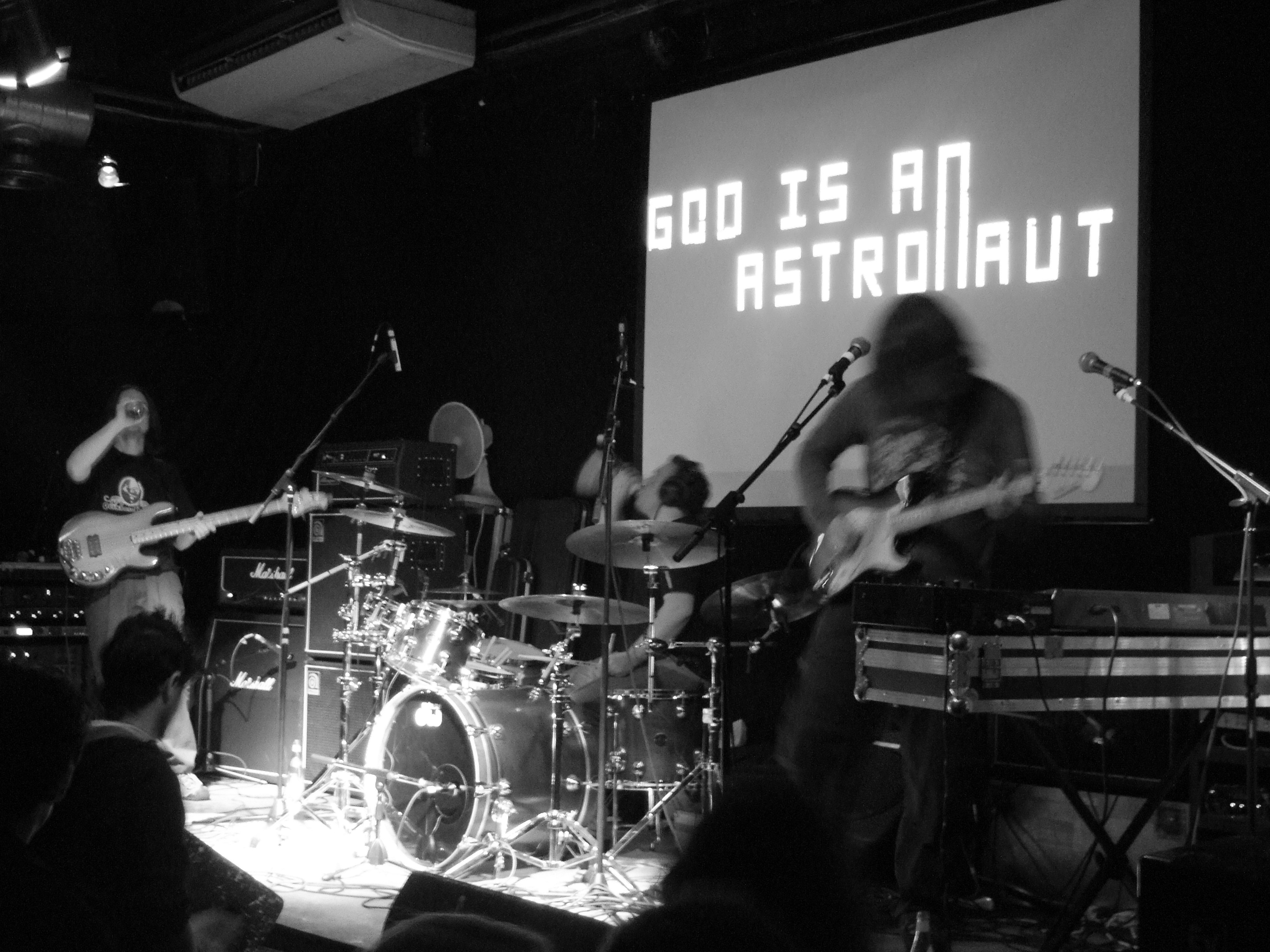
God Is an Astronaut en concert en octobre 2007.
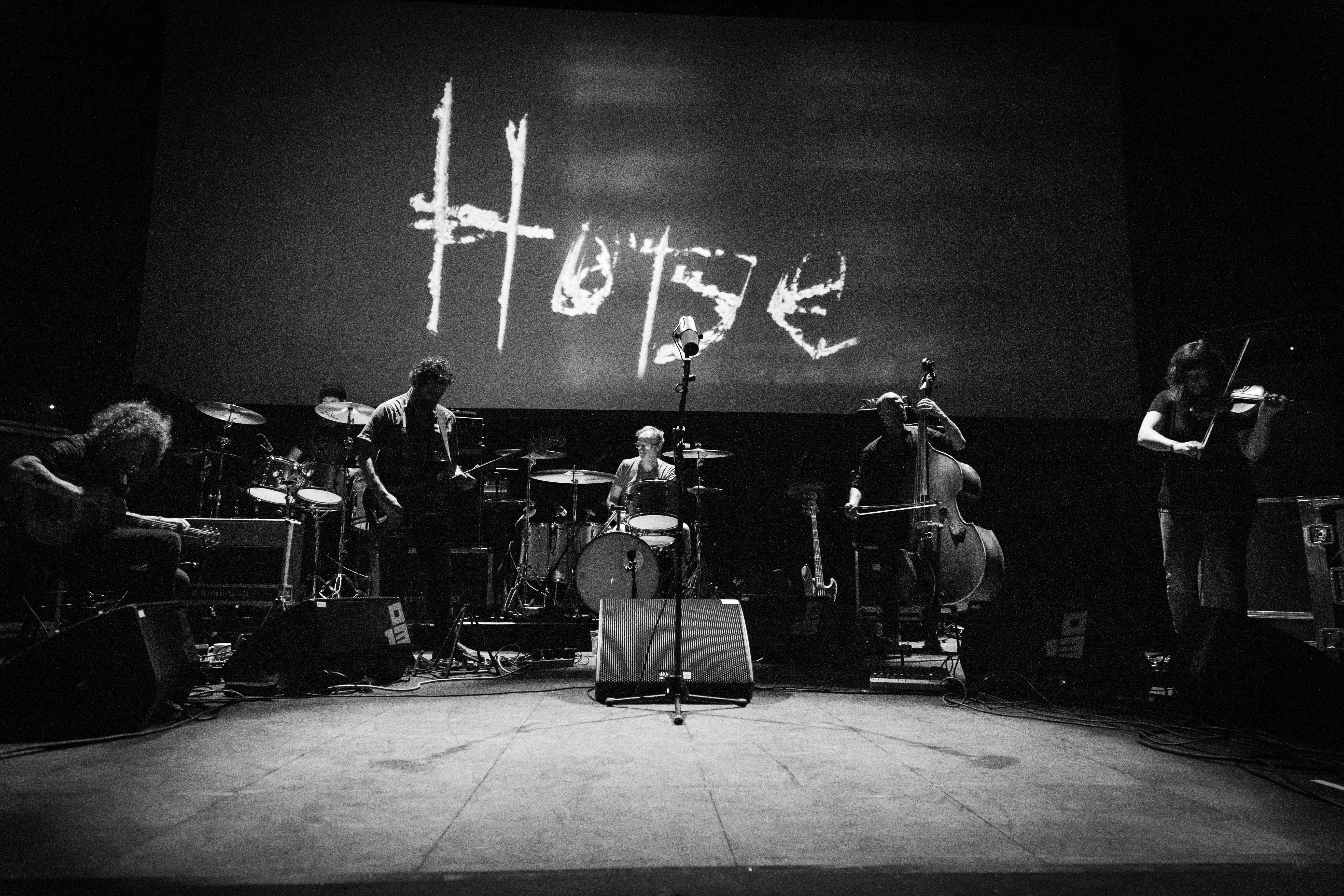
Godspeed You! Black Emperor au Roadburn Festival en 2018.

## H
| Hood  | Royaume-Uni |
| Hrsta | Canada      |

Début de page

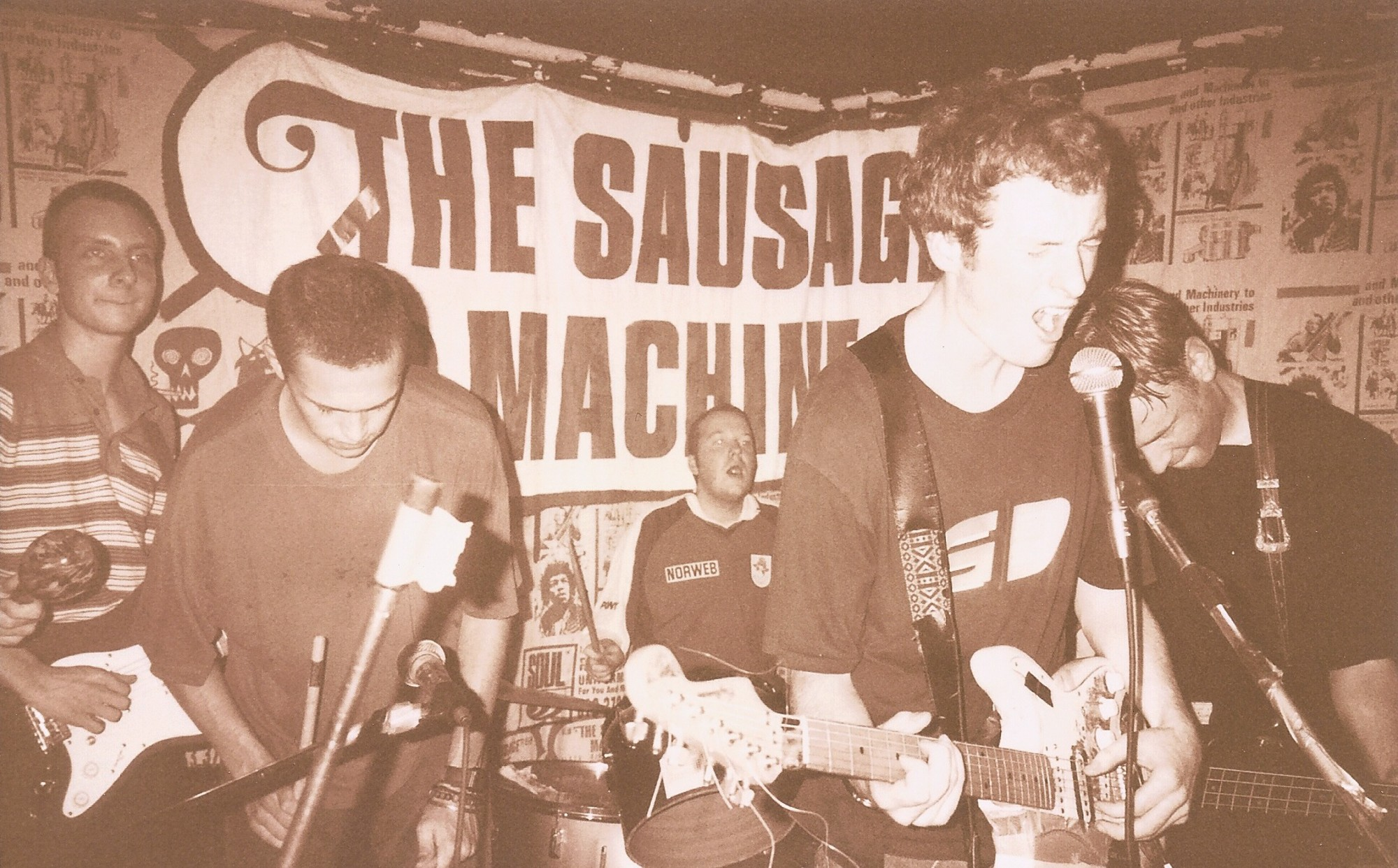
Hood à Londres en 1998.

## I
| I Like Trains             | Royaume-Uni |
| If These Trees Could Talk | États-Unis  |
| Isis                      | États-Unis  |

Début de page

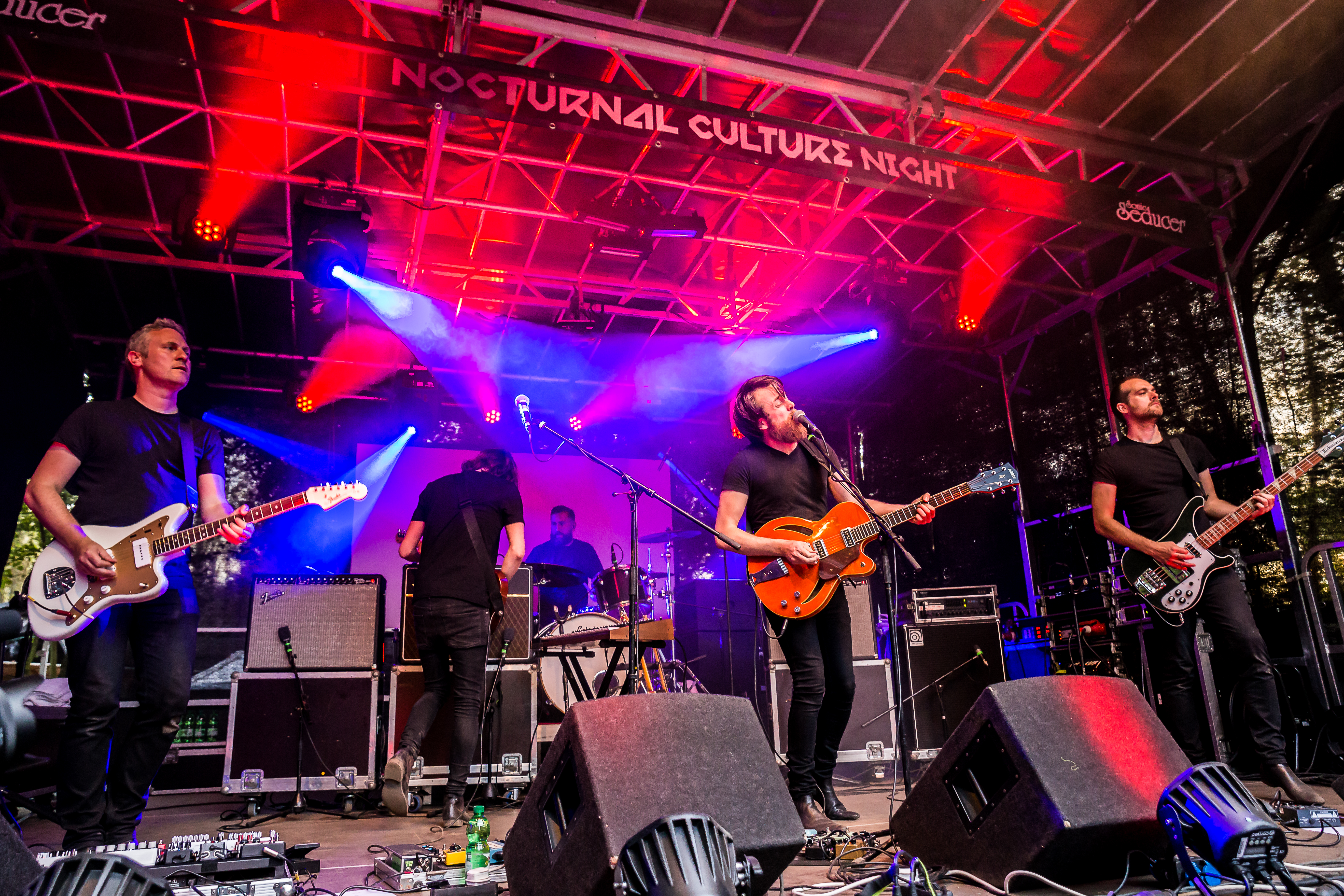
I Like Trains à Deutzen en 2018.
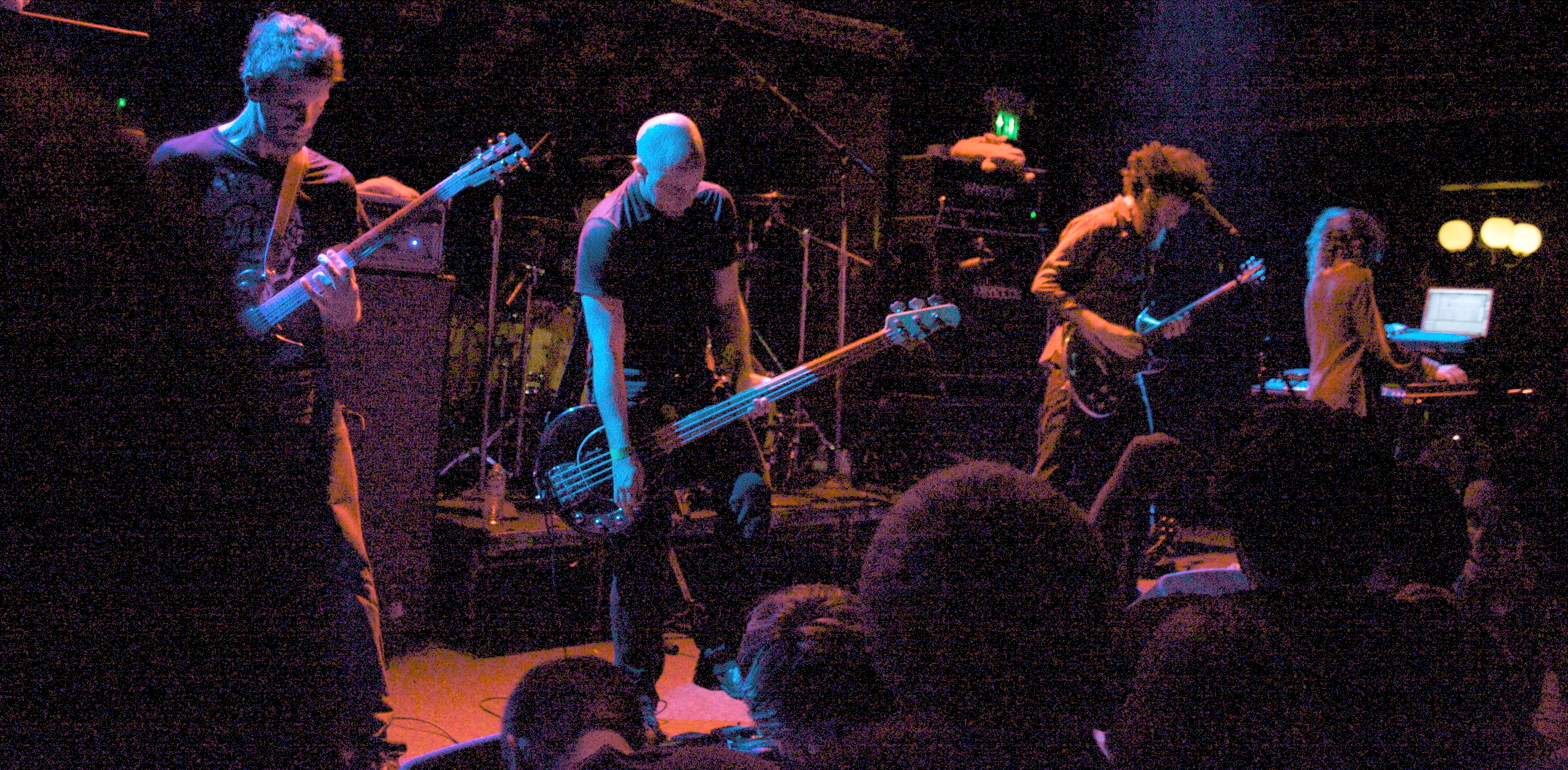
Isis à San Francisco en juin 2009.

## J
| Jaga Jazzist | Norvège      |
| Jambinai     | Corée du Sud |
| Jesu         | Royaume-Uni  |

Début de page

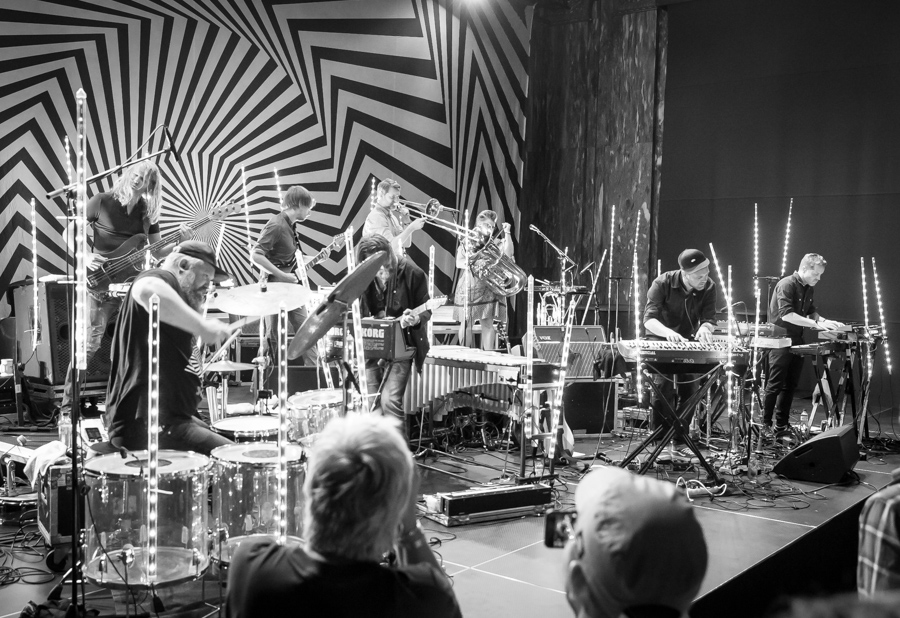
Jaga Jazzist à Oslo en août 2016.
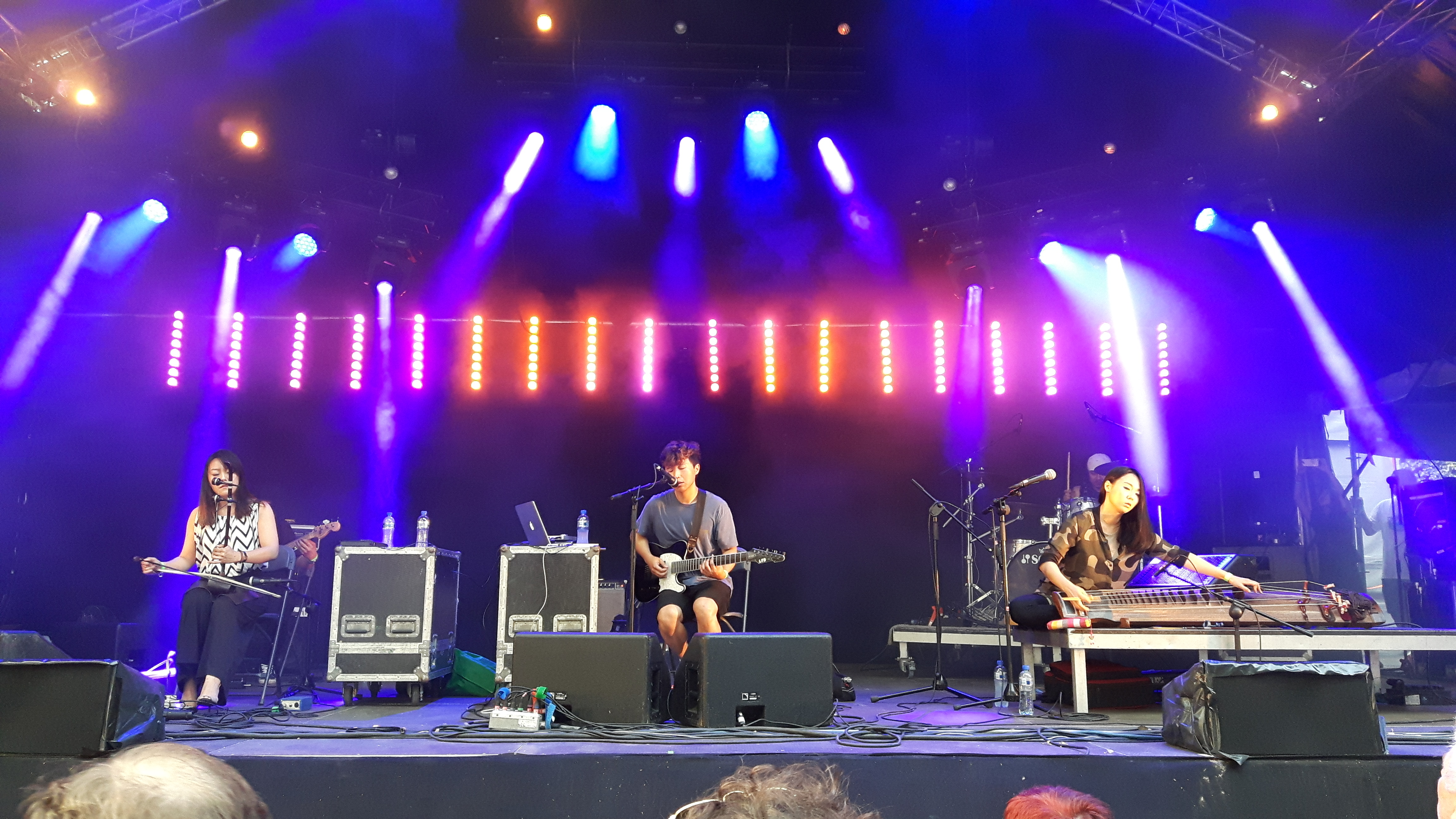
Jambinai en concert aux Pays-Bas en juillet 2016.
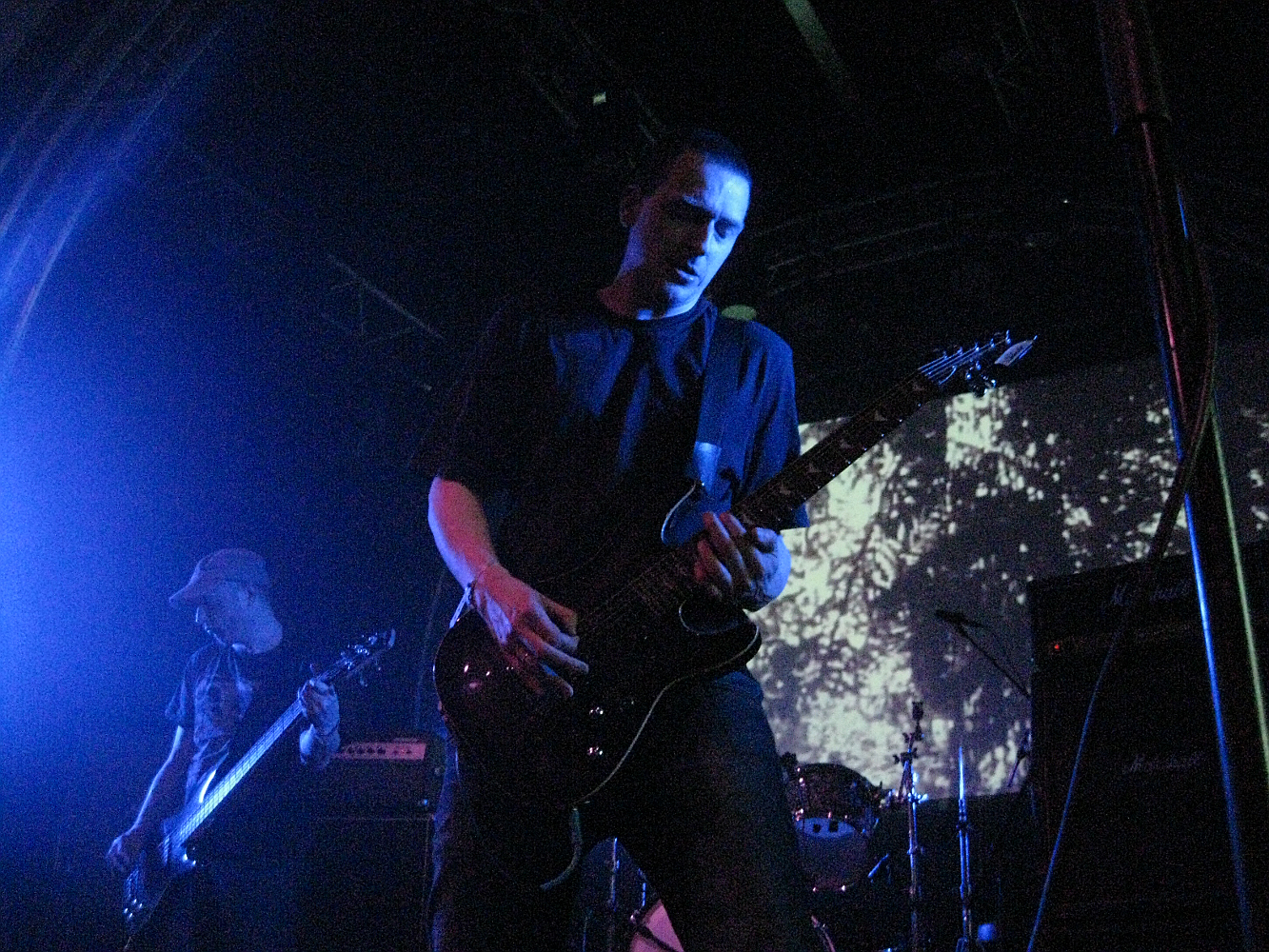
Jesu au Roadburn Festival en 2012.

## K
| Kaolin (débuts) | France     |
| Kayo Dot        | États-Unis |
| Kermit          | Espagne    |
| Kinski          | États-Unis |
| Kwoon           | France     |

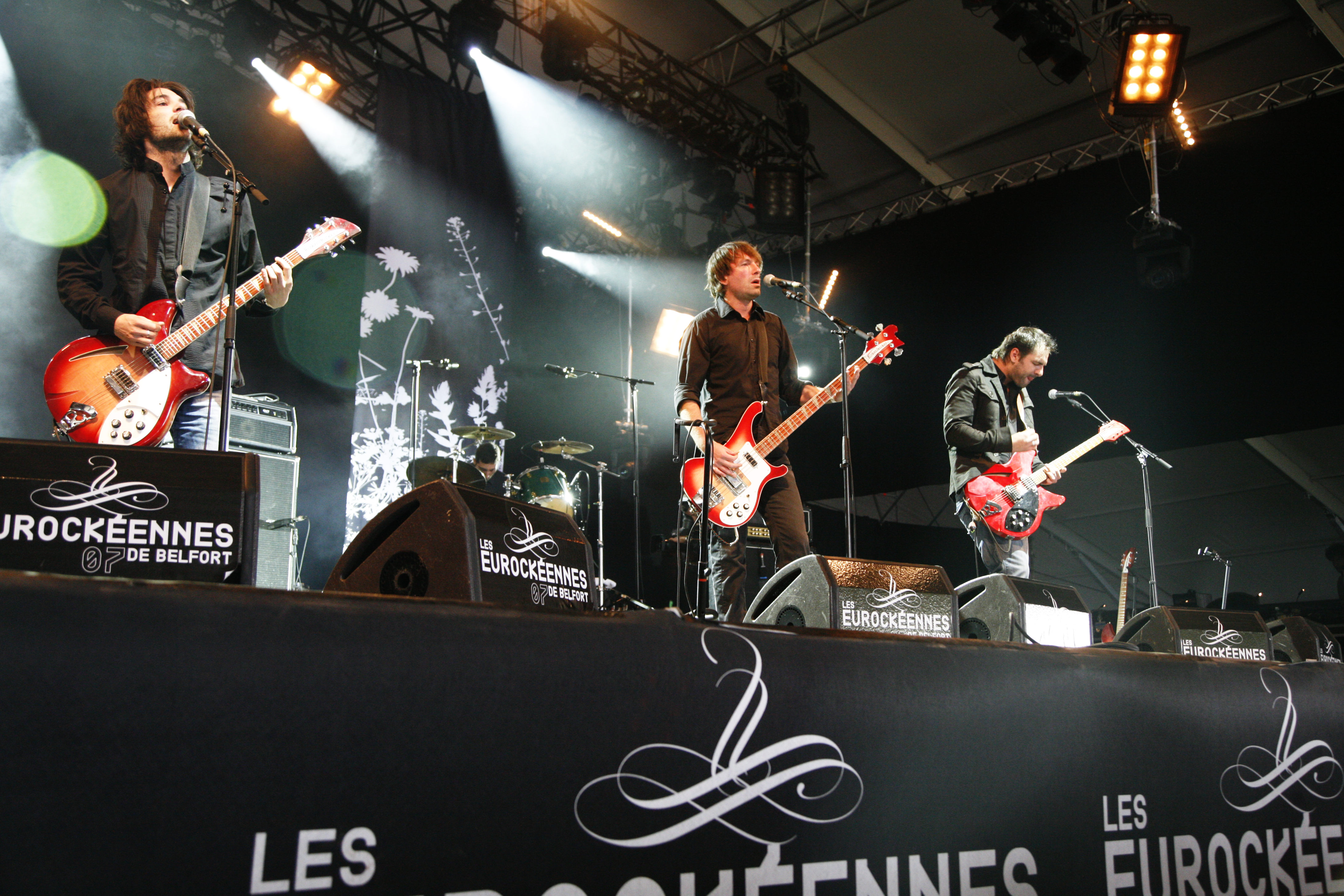
Kaolin aux Eurockéennes de Belfort en 2007.
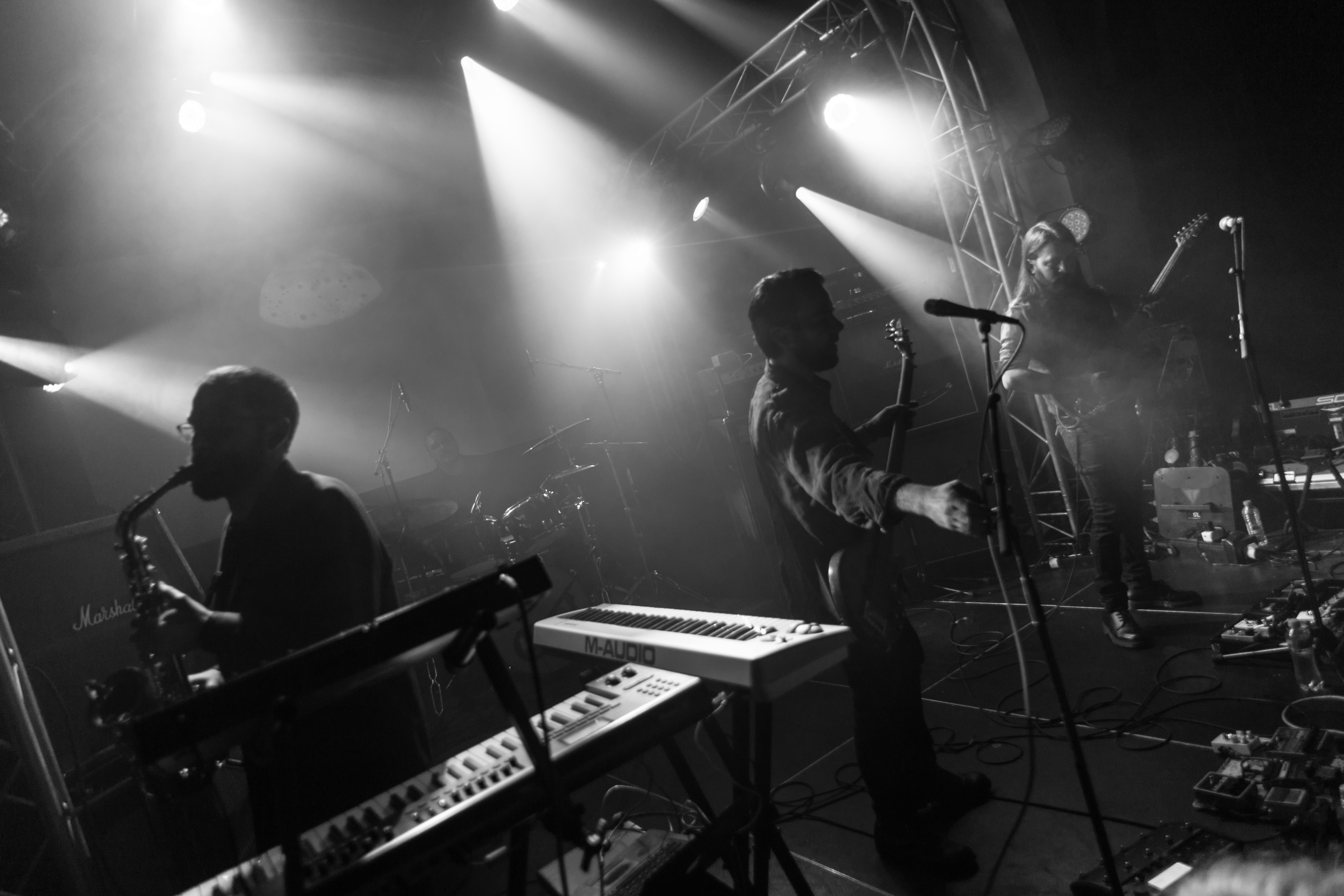
Kayo Dot au Roadburn Festival en 2015.
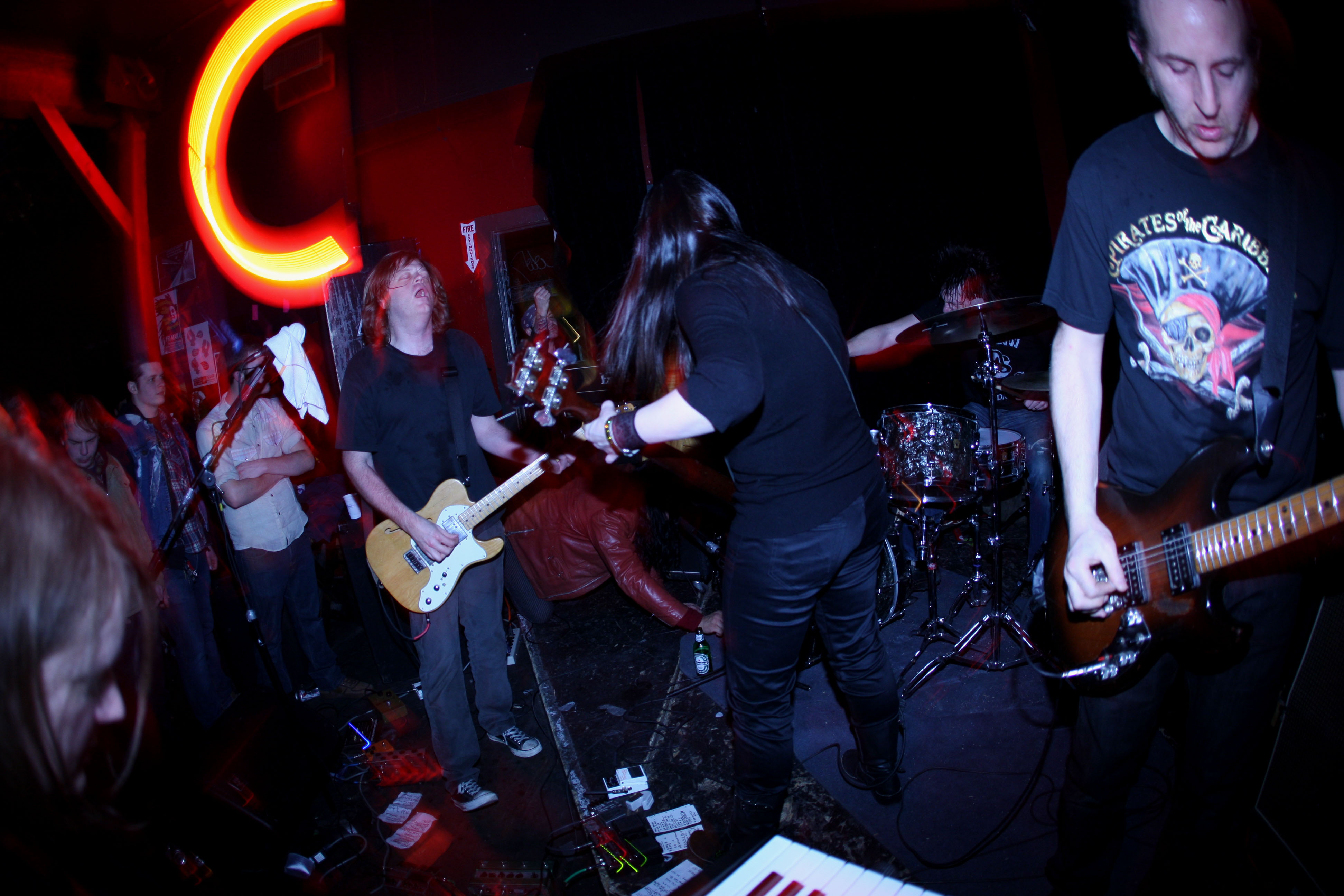
Kinski en concert en 2009.

## L
| Laika,       | Royaume-Uni |
| Lisabö       | Espagne     |
| Logh         | Suède       |
| Lost in Kiev | France      |

Début de page

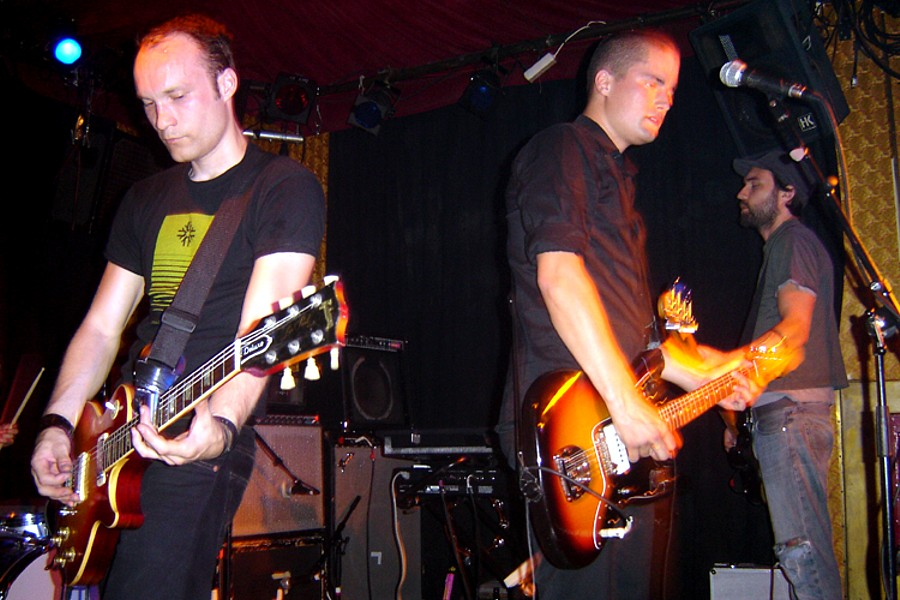
Logh en concert en juillet 2005.
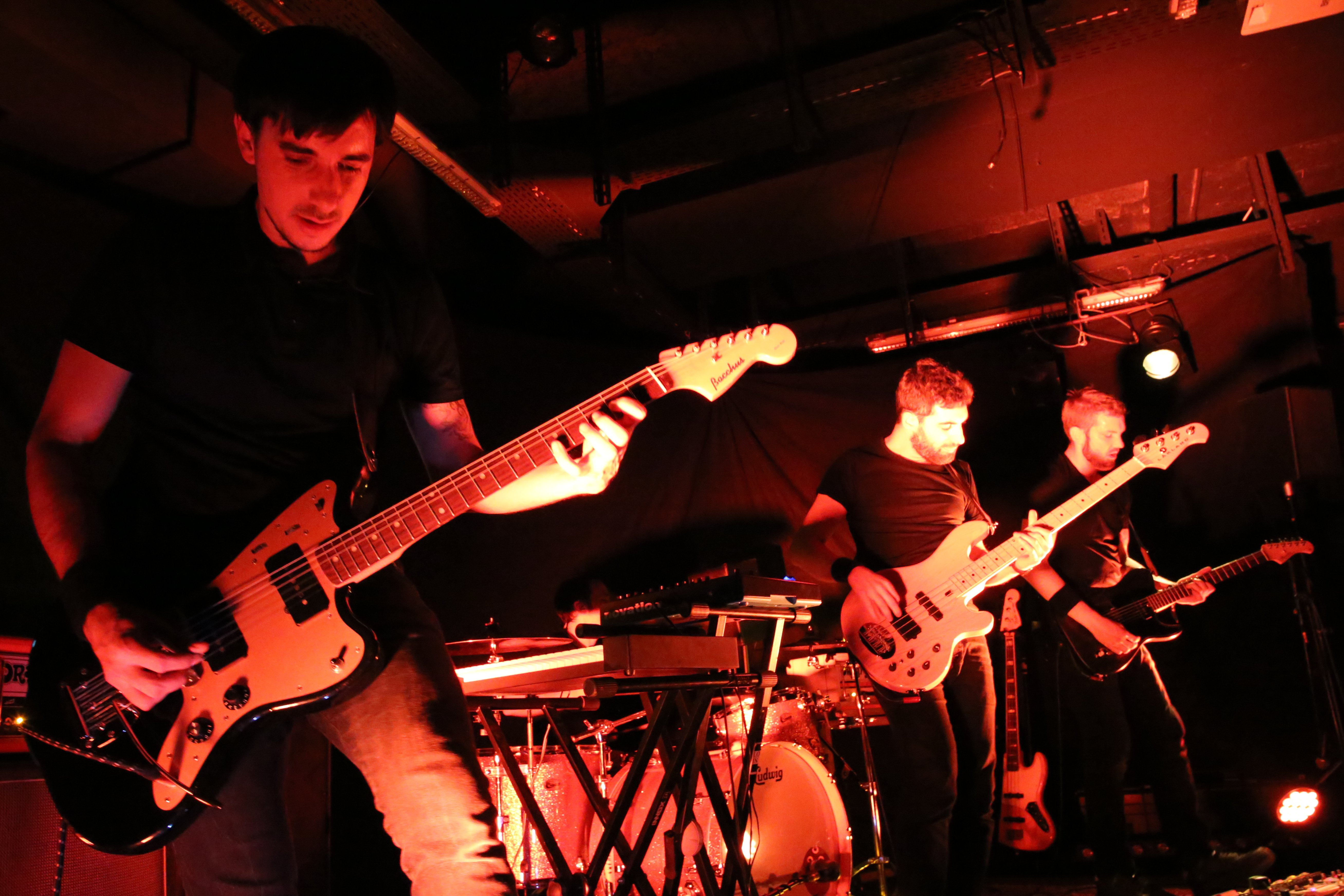
Lost in Kiev à Zurich en 2017.

## M
| M83             | France      |
| Magyar Posse    | Finlande    |
| Les Marquises   | France      |
| Maserati        | États-Unis  |
| Maybeshewill    | Royaume-Uni |
| Melatonine      | France      |
| Menomena        | États-Unis  |
| Mogwai,         | Royaume-Uni |
| Mokadelic       | Italie      |
| MØN             | France      |
| Mono,           | Japon       |
| múm             | Islande     |
| Murder by Death | États-Unis  |
| Mutemath        | États-Unis  |

Début de page

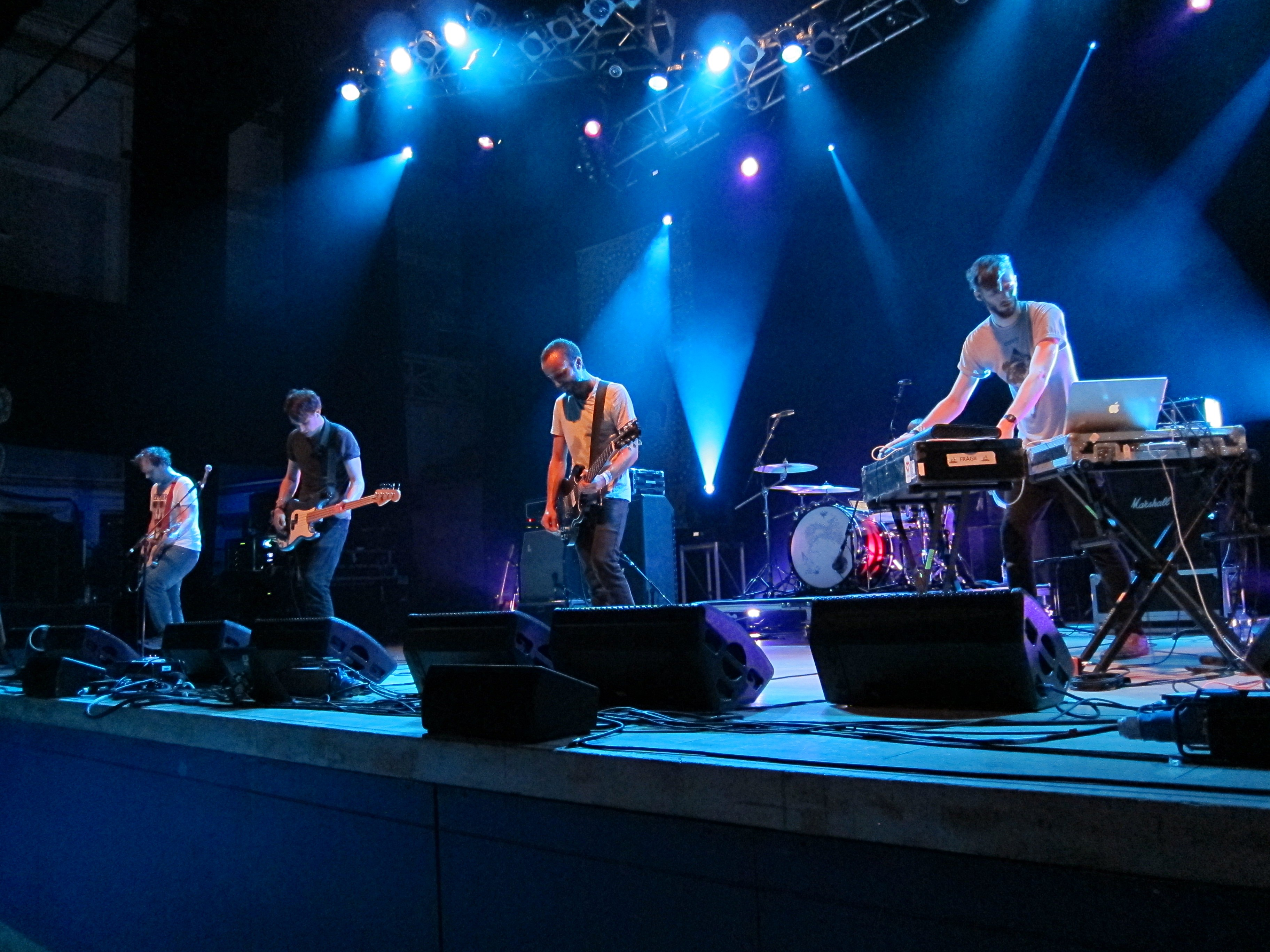
Maybeshewill à Leicester en août 2012.
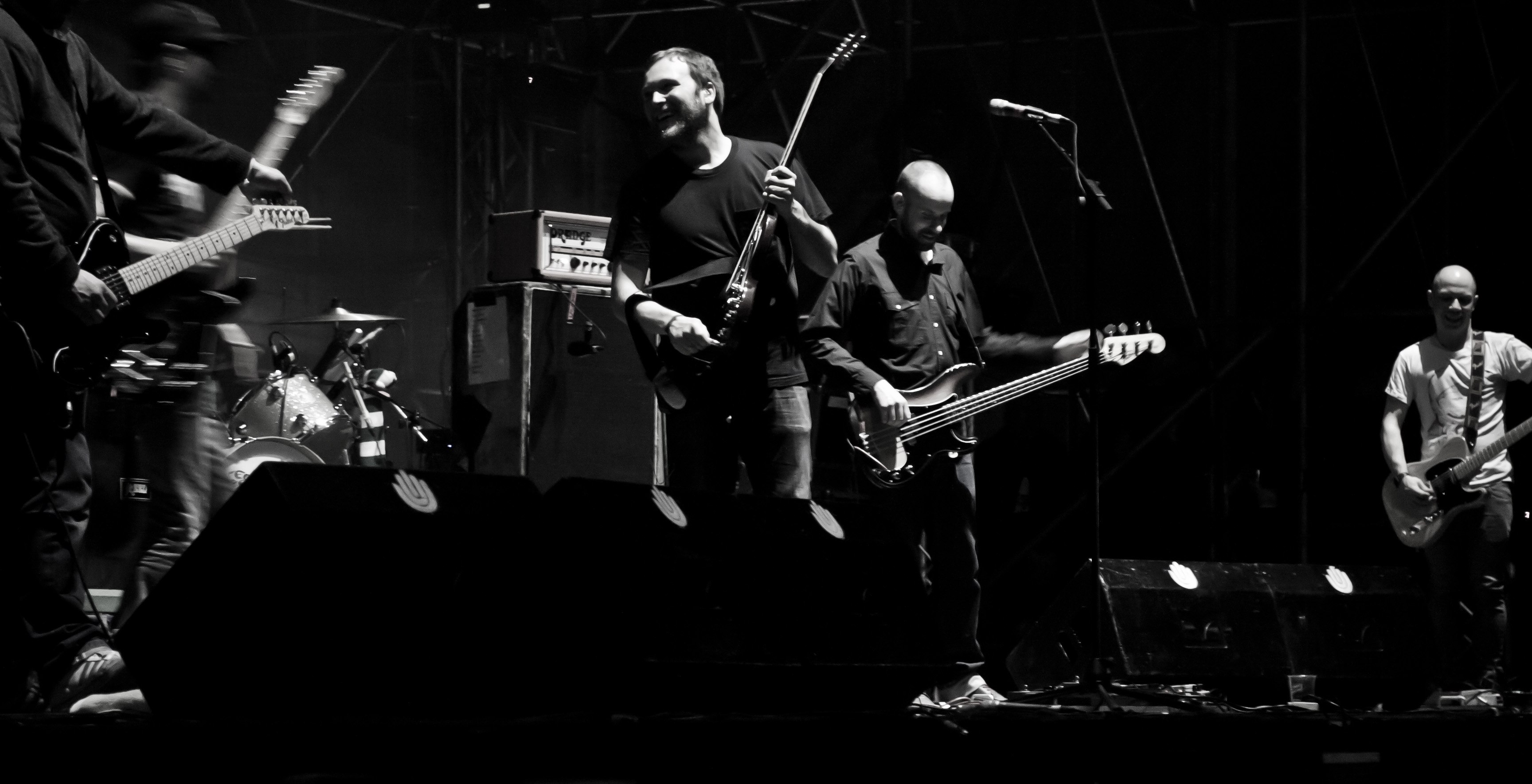
Mogwai au Primavera Sound Festival en 2011.
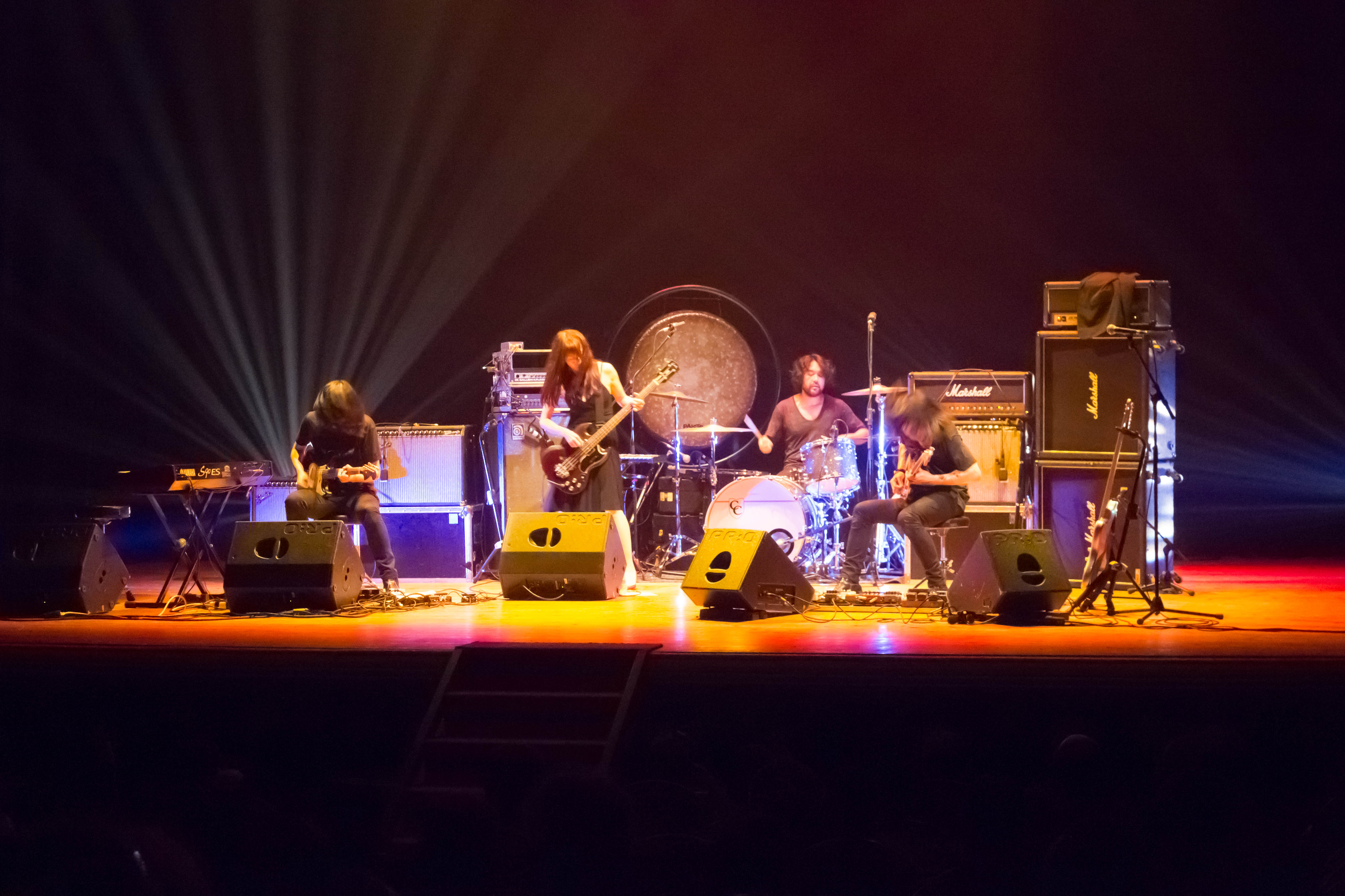
Mono à Saint-Jacques-de-Compostelle en mai 2015.
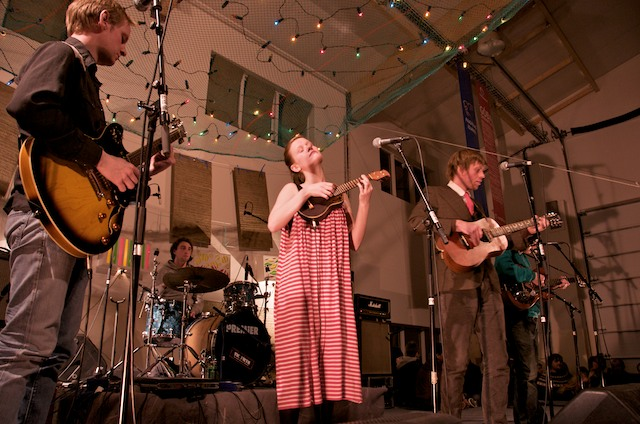
múm à Ísafjörður en avril 2009.

## N
| Nisennenmondai | Japon     |
| NLF3           | France    |
| The Notwist    | Allemagne |

Début de page

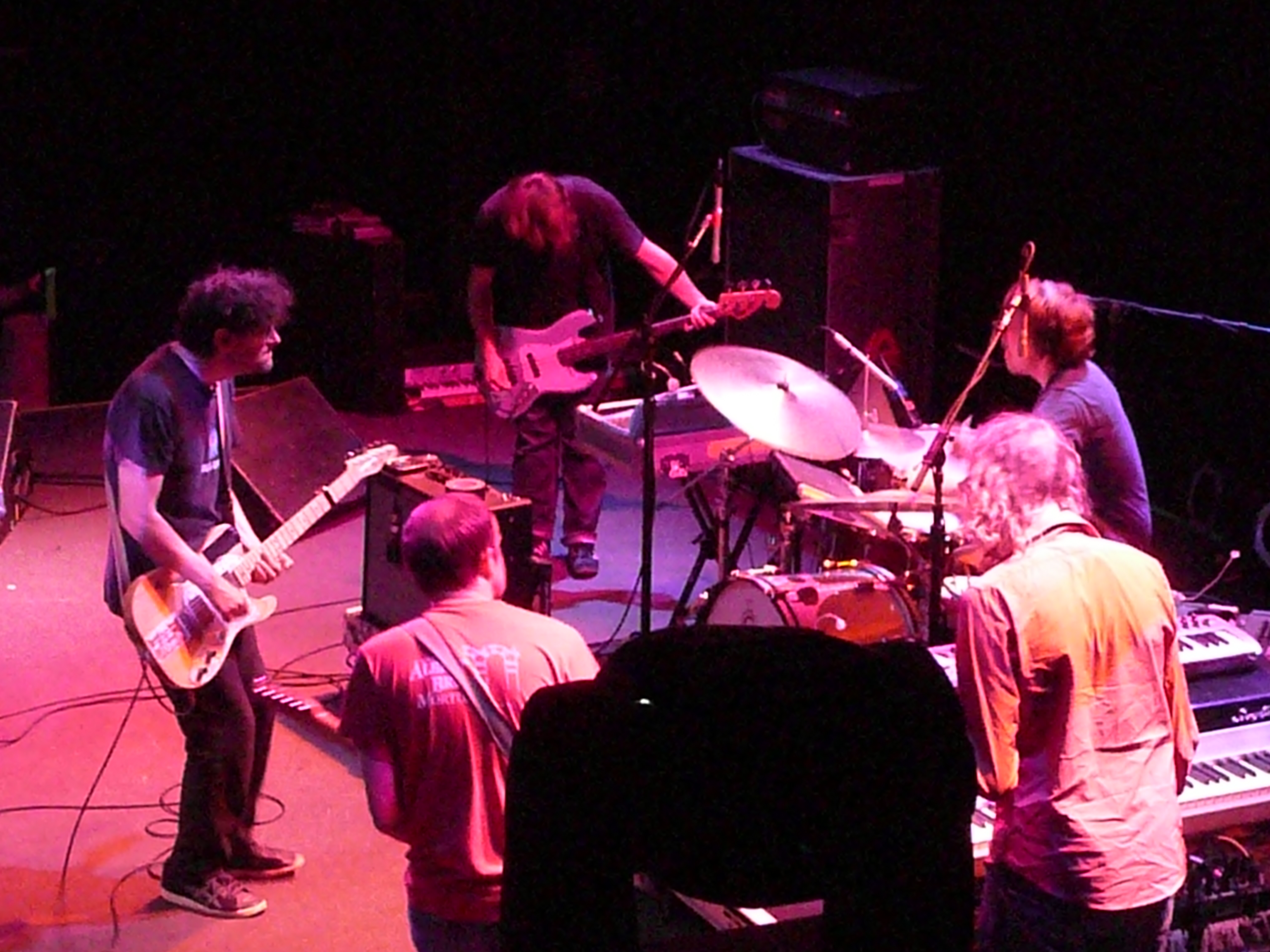
The Notwist en concert en octobre 2008.

## O
| Oceansize    | Royaume-Uni |
| Oh Hiroshima | Suède       |
| Opak         | Suisse      |
| Orang        | Royaume-Uni |

Début de page

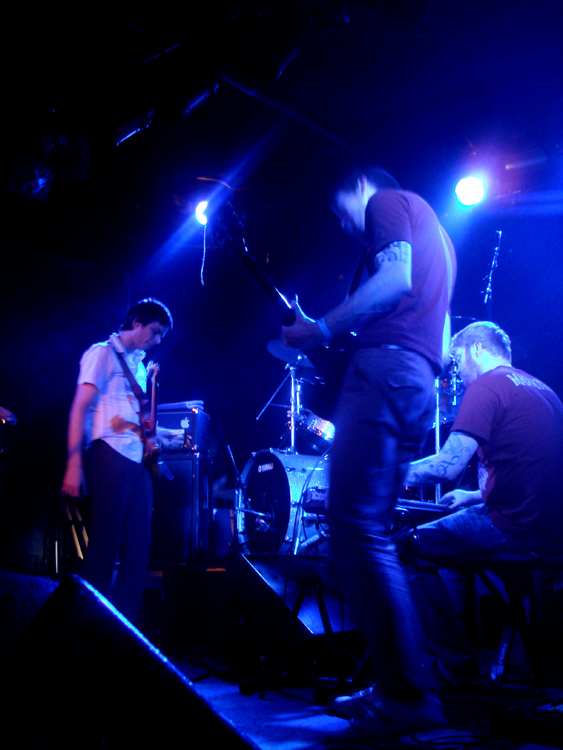
Oceansize à Leyde en juin 2008.

## P
| Papier tigre          | France      |
| Pelican               | États-Unis  |
| Permanent Fatal Error | France      |
| Pg.Lost               | Suède       |
| Pram,                 | Royaume-Uni |
| Prohibition           | France      |
| Purr                  | France      |
| PVT                   | Australie   |

Début de page

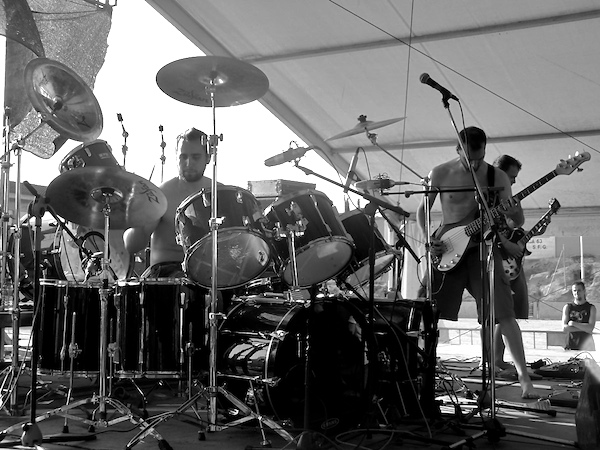
Pelican à Sant Feliu de Guíxols en 2004.
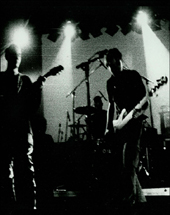
Permanent Fatal Error à Paris en 2003.
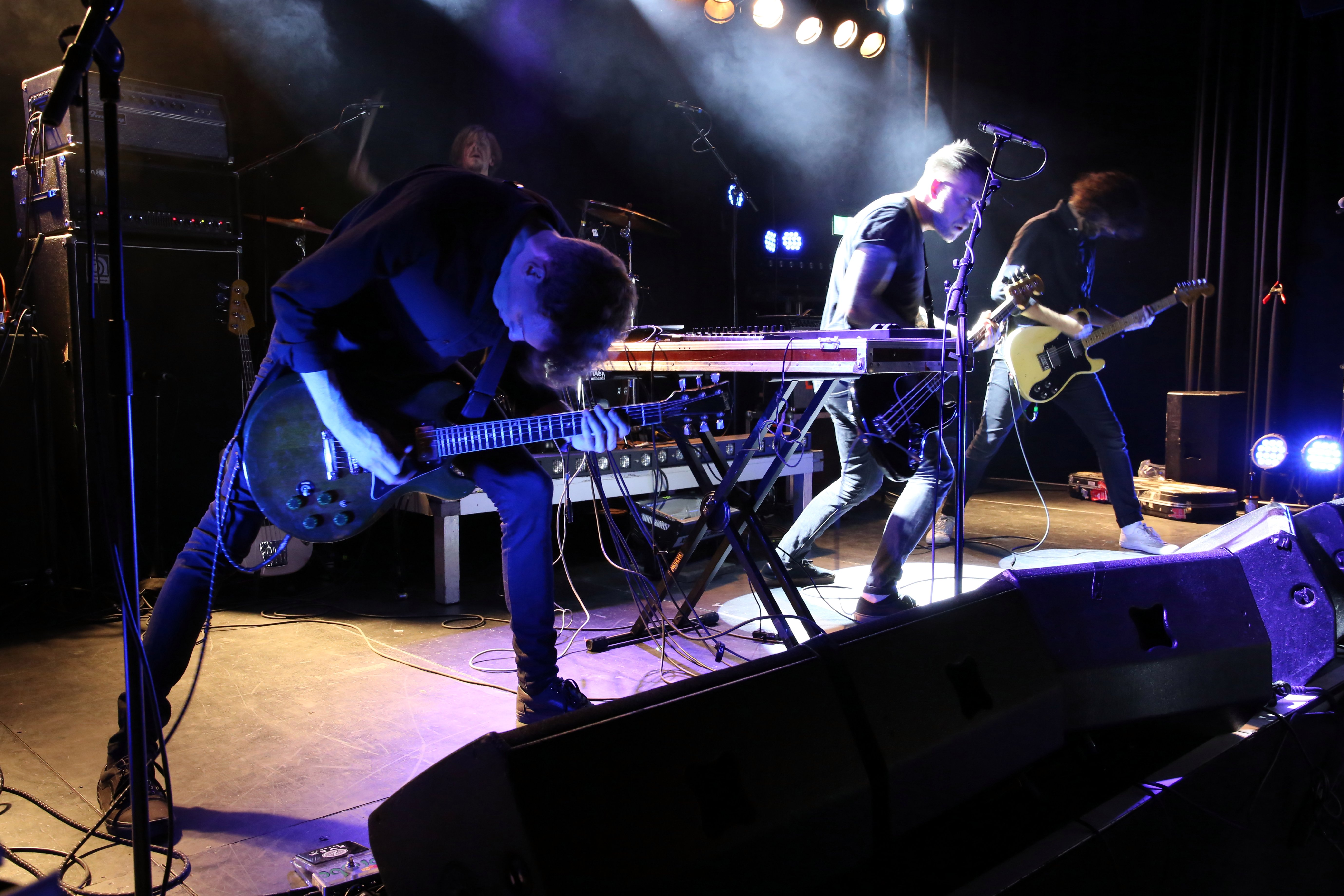
Pg.Lost à Zurich en 2017.
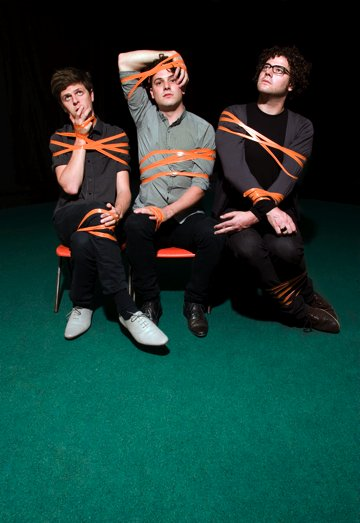
PVT en 2008.

## R
| Rachel's         | États-Unis |
| Red Sparowes     | États-Unis |
| Rien             | France     |
| Rome Buyce Night | France     |
| Russian Circles, | États-Unis |

Début de page

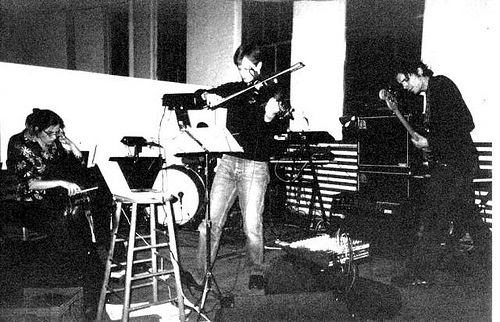
Rachel's en concert.
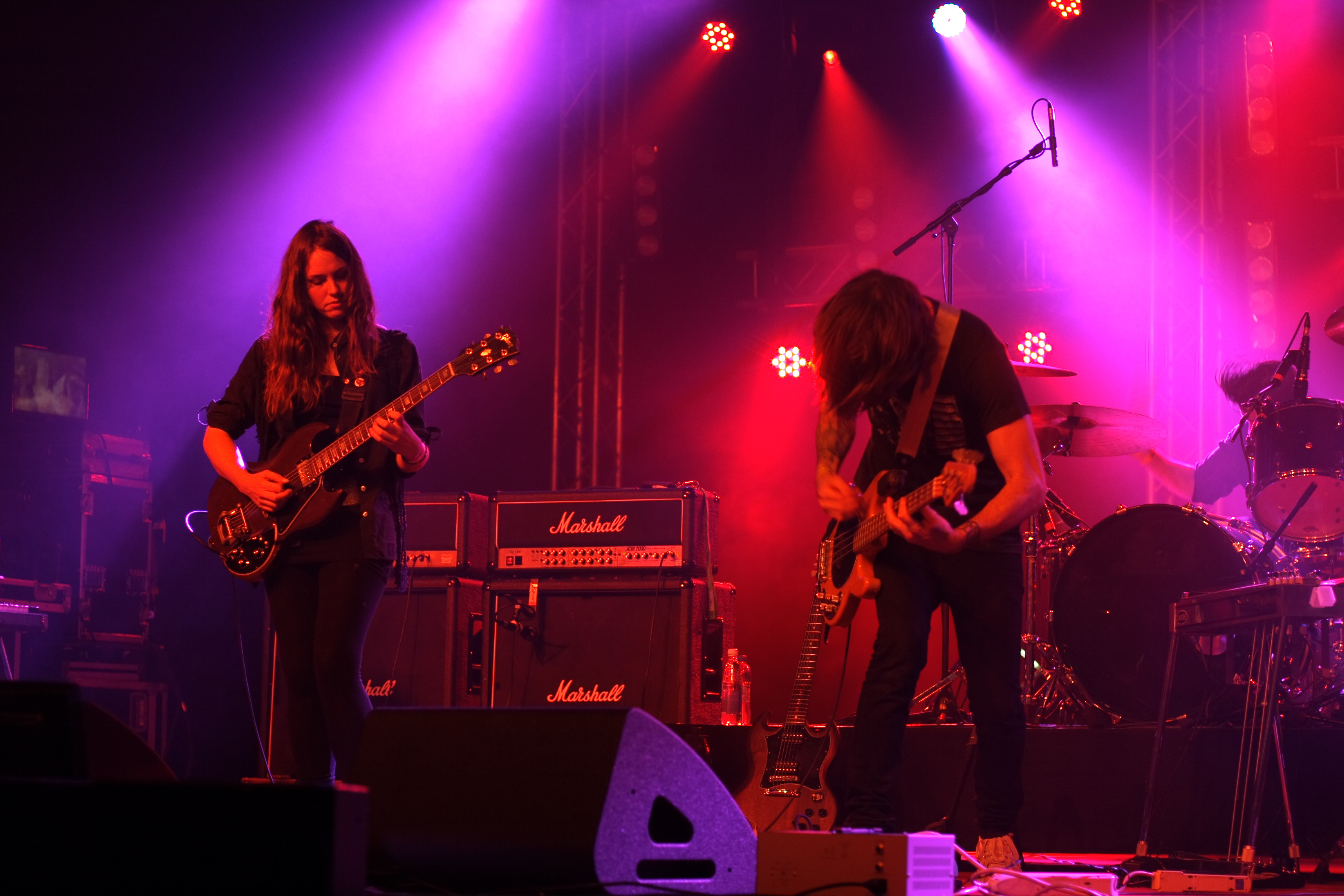
Red Sparowes à Joensuu en 2011.
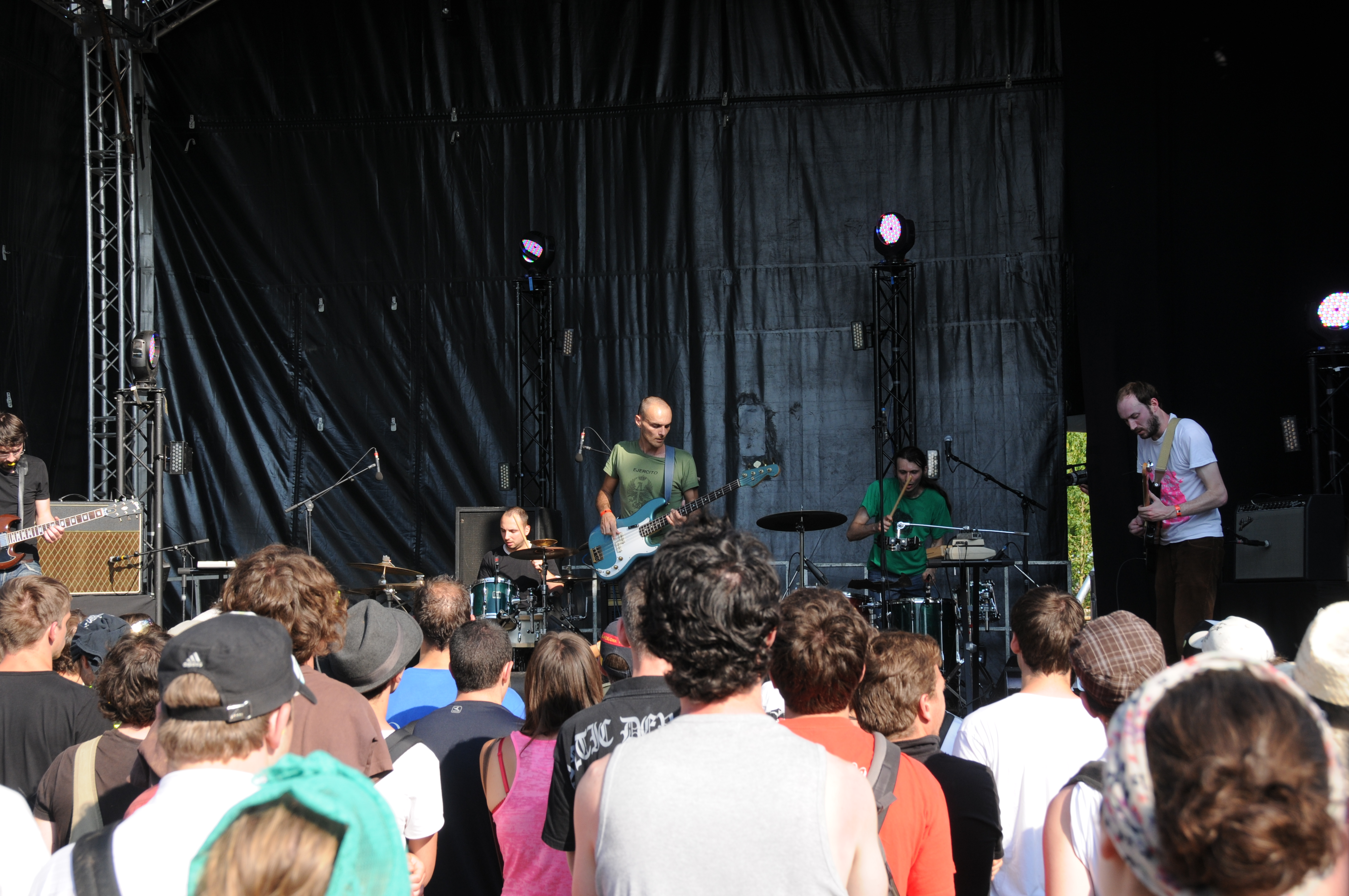
Rien aux Eurockéennes de Belfort en 2010.
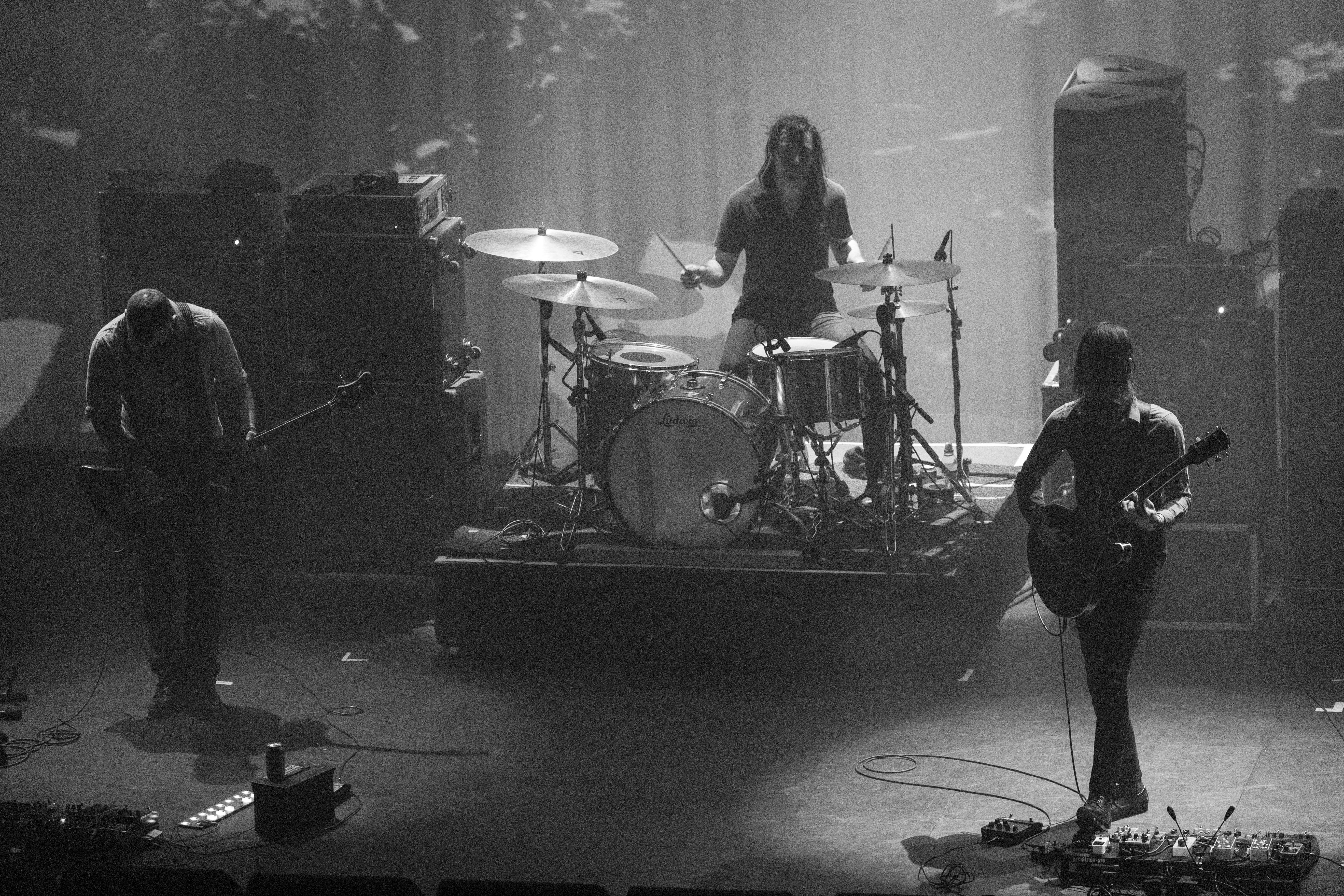
Russian Circles au Roadburn Festival en 2015.

## S
| Sarah W Papsun         | France      |
| School Food Punishment | Japon       |
| Scorn                  | Royaume-Uni |
| The Sea and Cake,      | États-Unis  |
| Seefeel,               | Royaume-Uni |
| Set Fire to Flames     | Canada      |
| *shels                 | Royaume-Uni |
| Shipping News,         | États-Unis  |
| Sigur Rós,             | Islande     |
| Sister Iodine          | France      |
| Sleeping People        | États-Unis  |
| Slint,                 | États-Unis  |
| Sólstafir              | Islande     |
| Son Lux                | États-Unis  |
| Souvaris               | Royaume-Uni |
| Space Streakings       | Japon       |
| Stars of the Lid       | États-Unis  |
| Stereolab,             | Royaume-Uni |
| Swans                  | États-Unis  |
| Sweek                  | Belgique    |

Début de page

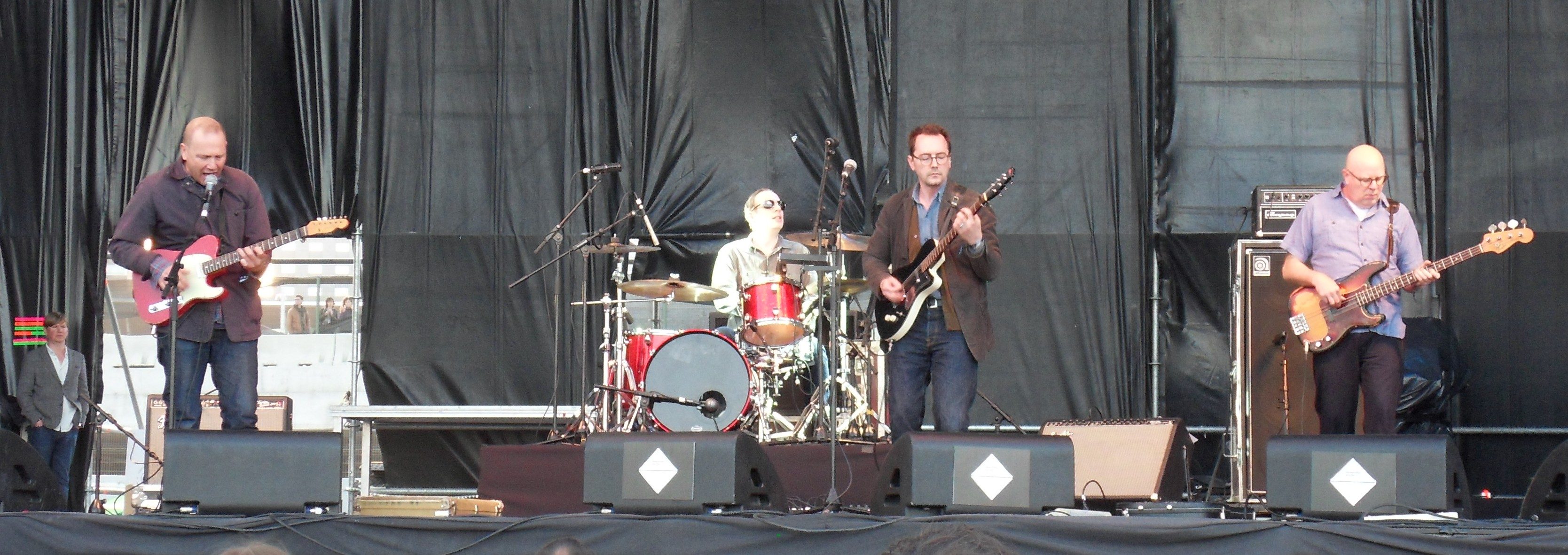
The Sea and Cake au Primavera Sound Festival en 2013.
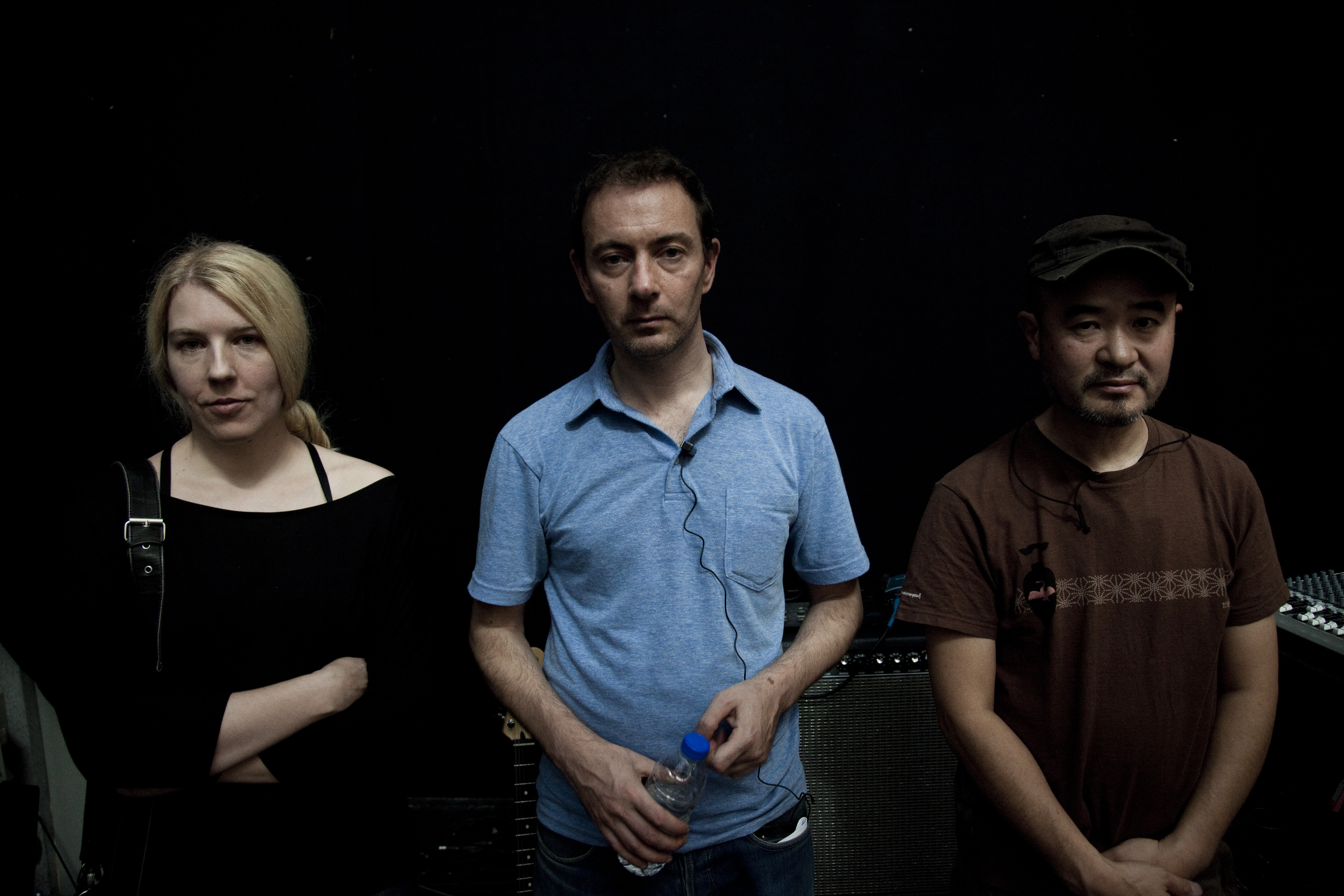
Seefeel en 2010.
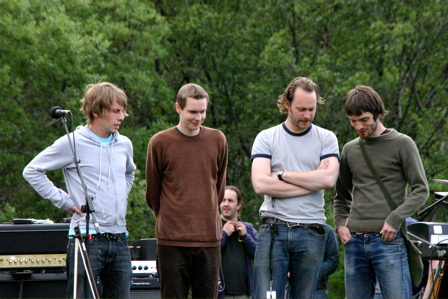
Sigur Rós en août 2006.
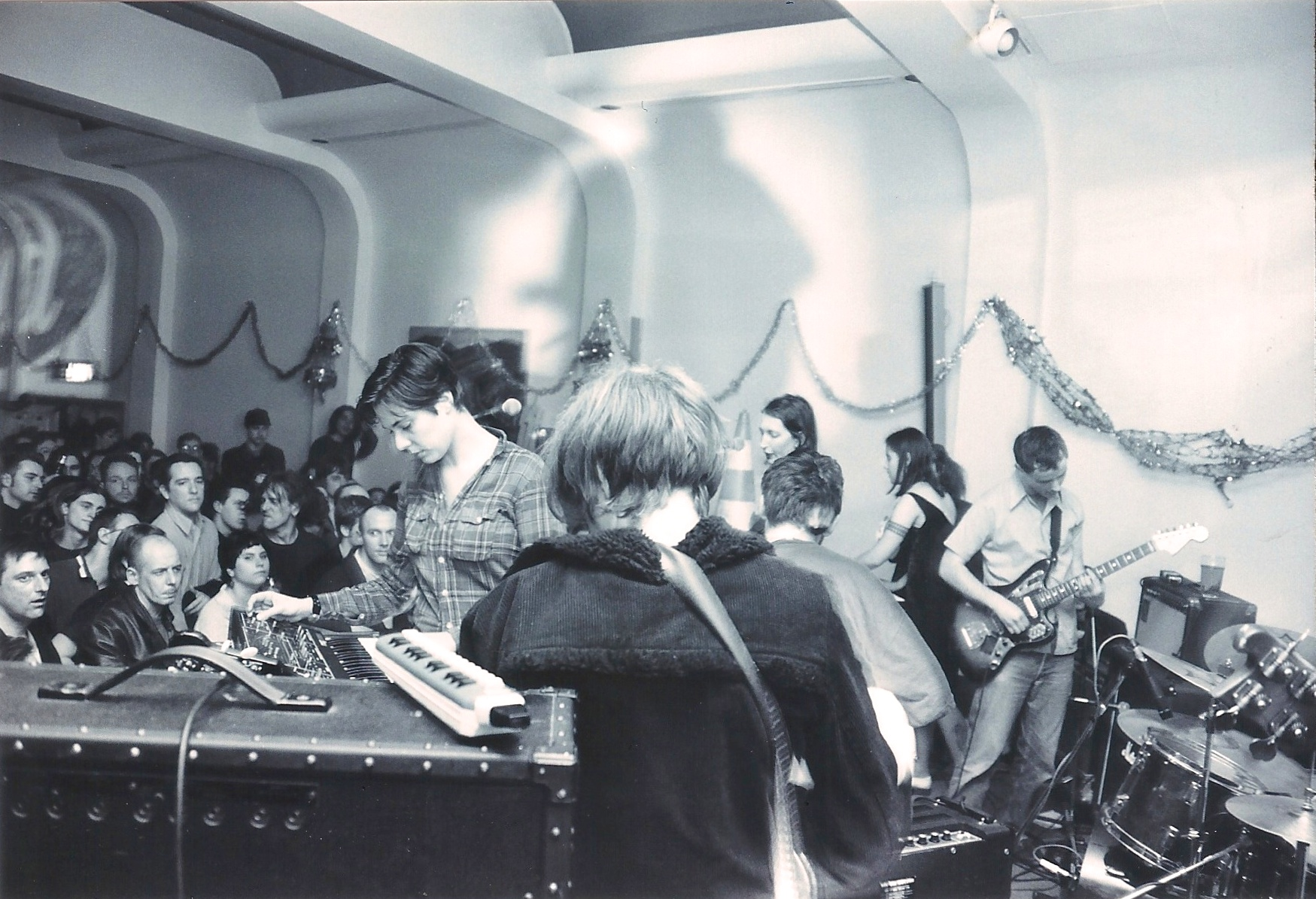
Stereolab à Londres en 1994.

## T
| Talk Talk (Spirit of Eden et Laughing Stock), | Royaume-Uni |
| Tarwater                                      | Allemagne   |
| These New Puritans                            | Royaume-Uni |
| This Will Destroy You                         | États-Unis  |
| Tides from Nebula                             | Pologne     |
| toe                                           | Japon       |
| Tortoise,                                     | États-Unis  |
| Toundra                                       | Espagne     |
| Trans Am                                      | États-Unis  |

Début de page

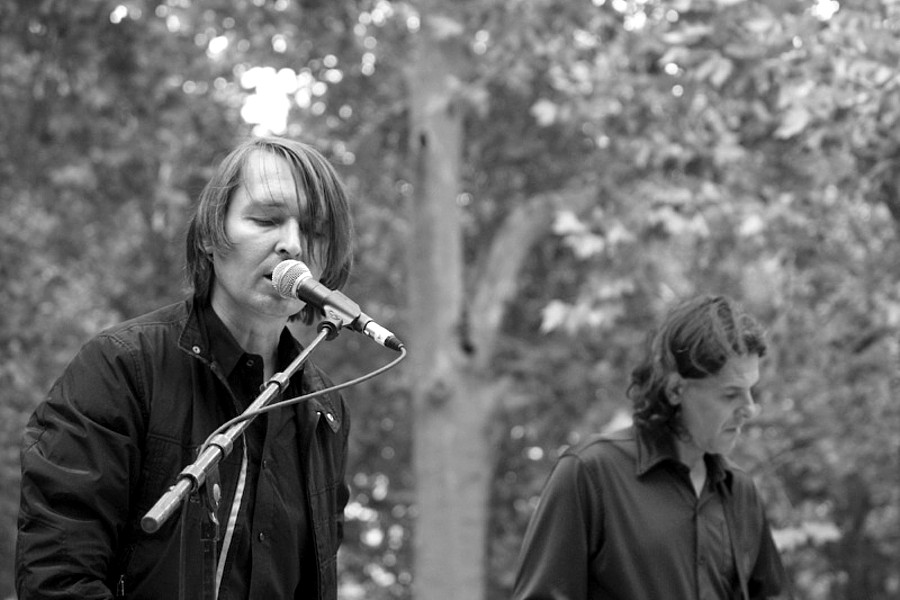
Tarwater à Paris en juillet 2007.
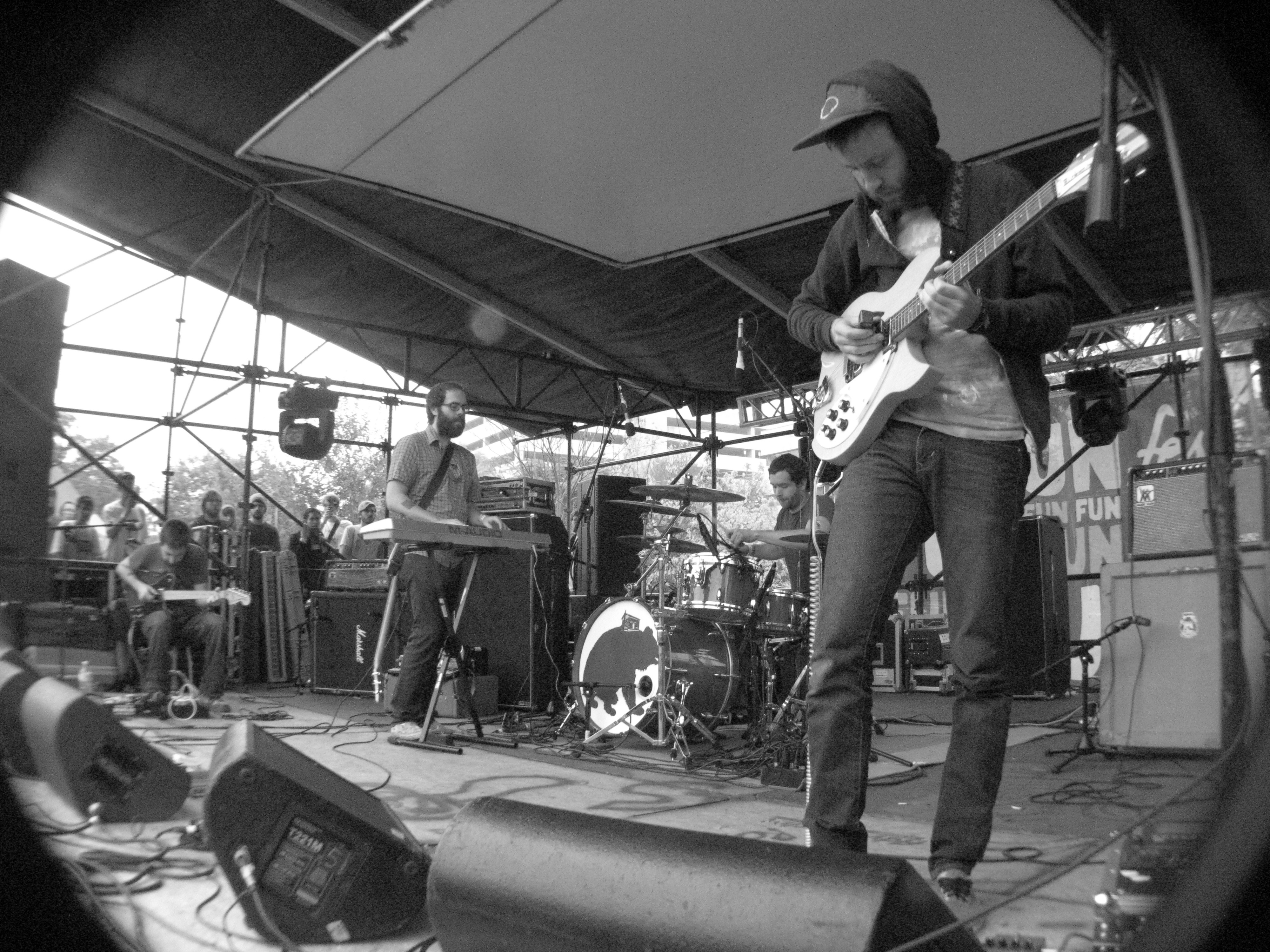
This Will Destroy You à Austin en novembre 2009.
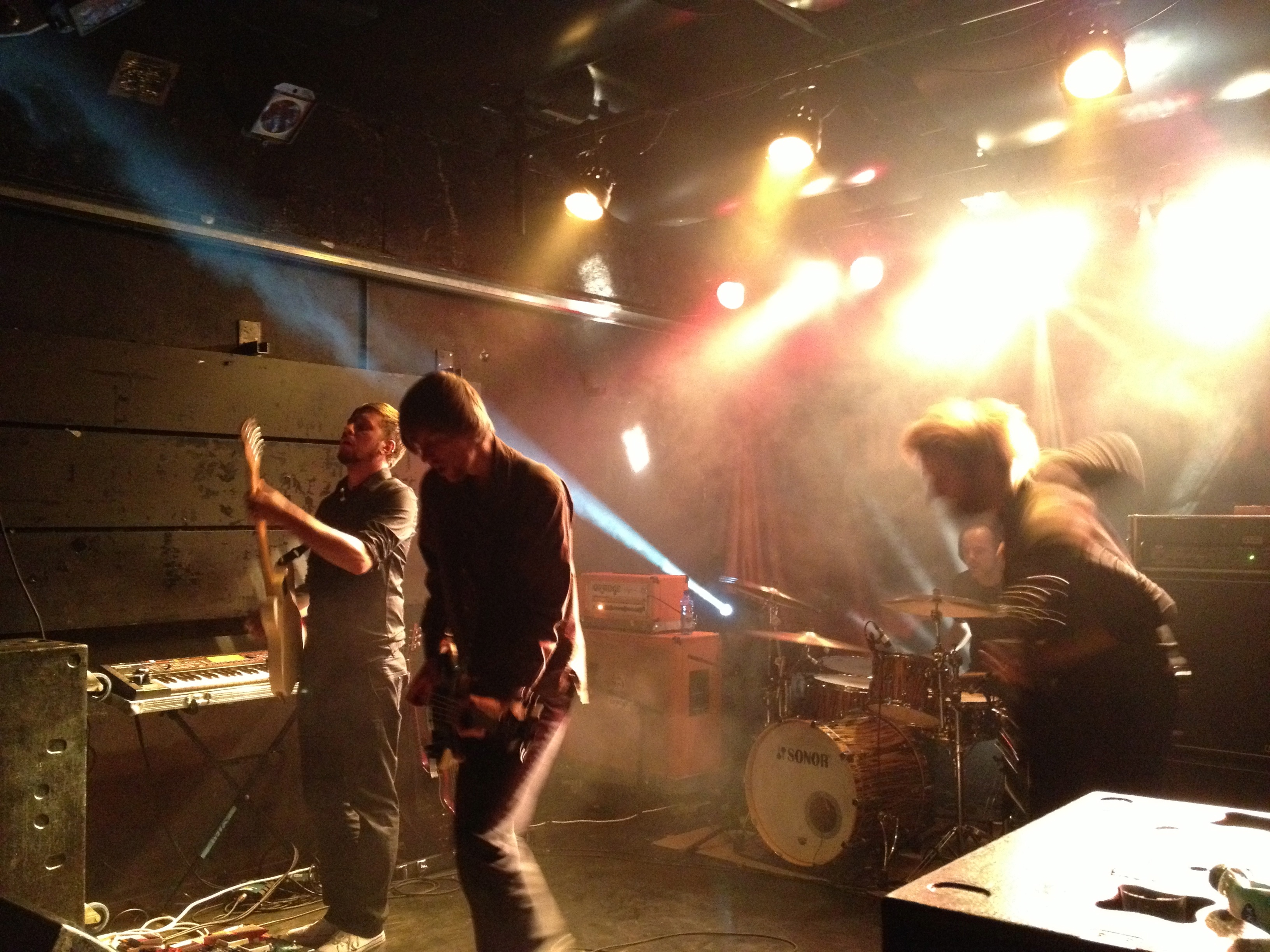
Tides from Nebula à Genève en novembre 2012.
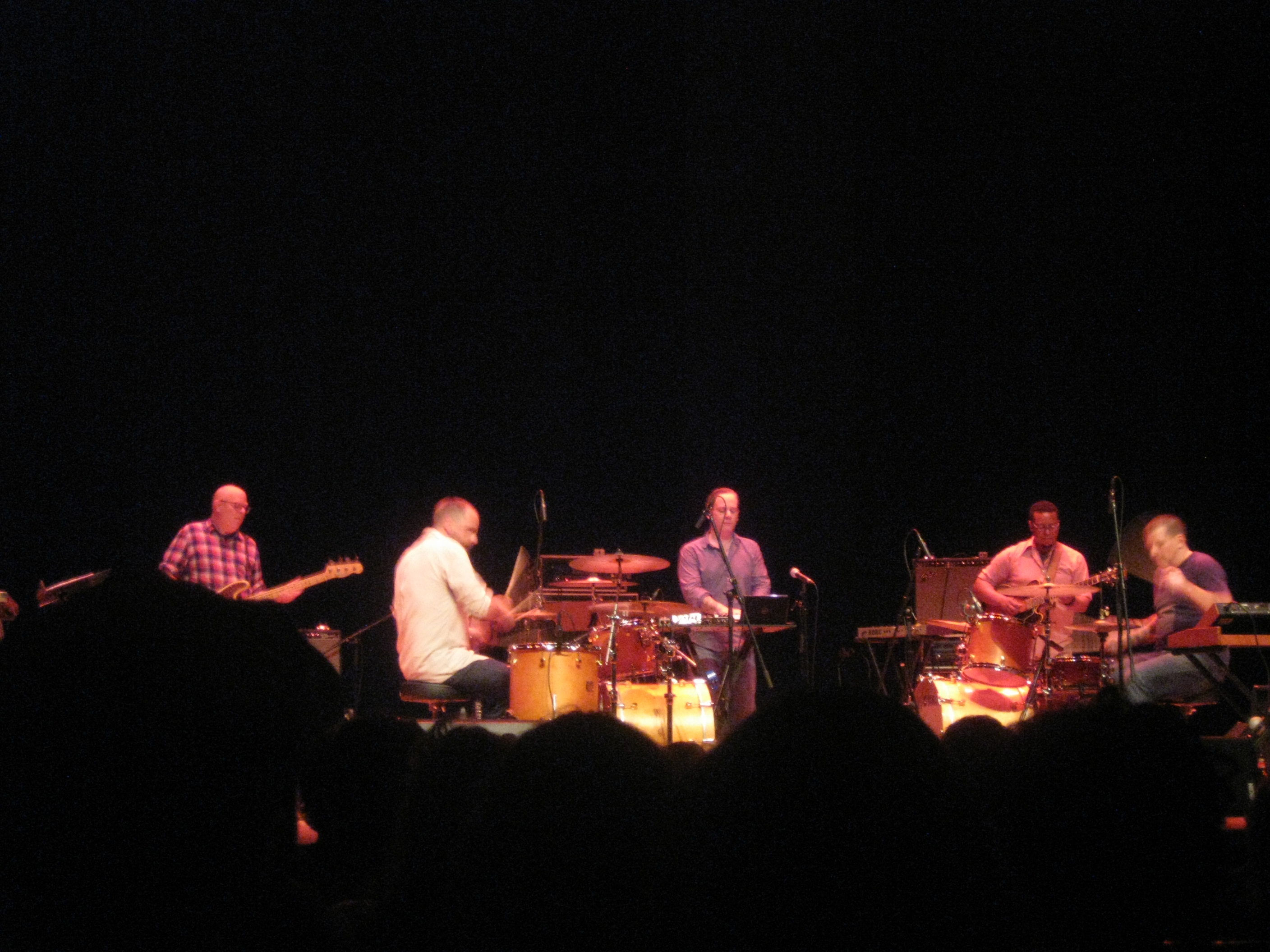
Tortoise à Saint-Jacques-de-Compostelle en mai 2012.

## U
| Ulan Bator | France |

Début de page

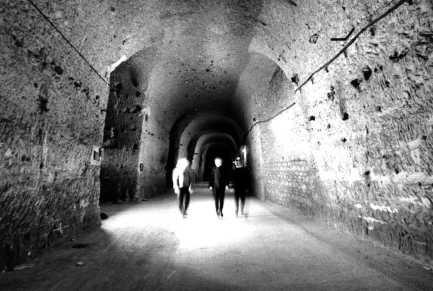
Ulan Bator.

## V
| Vision Eternel, | États-Unis/ Canada |

Début de page

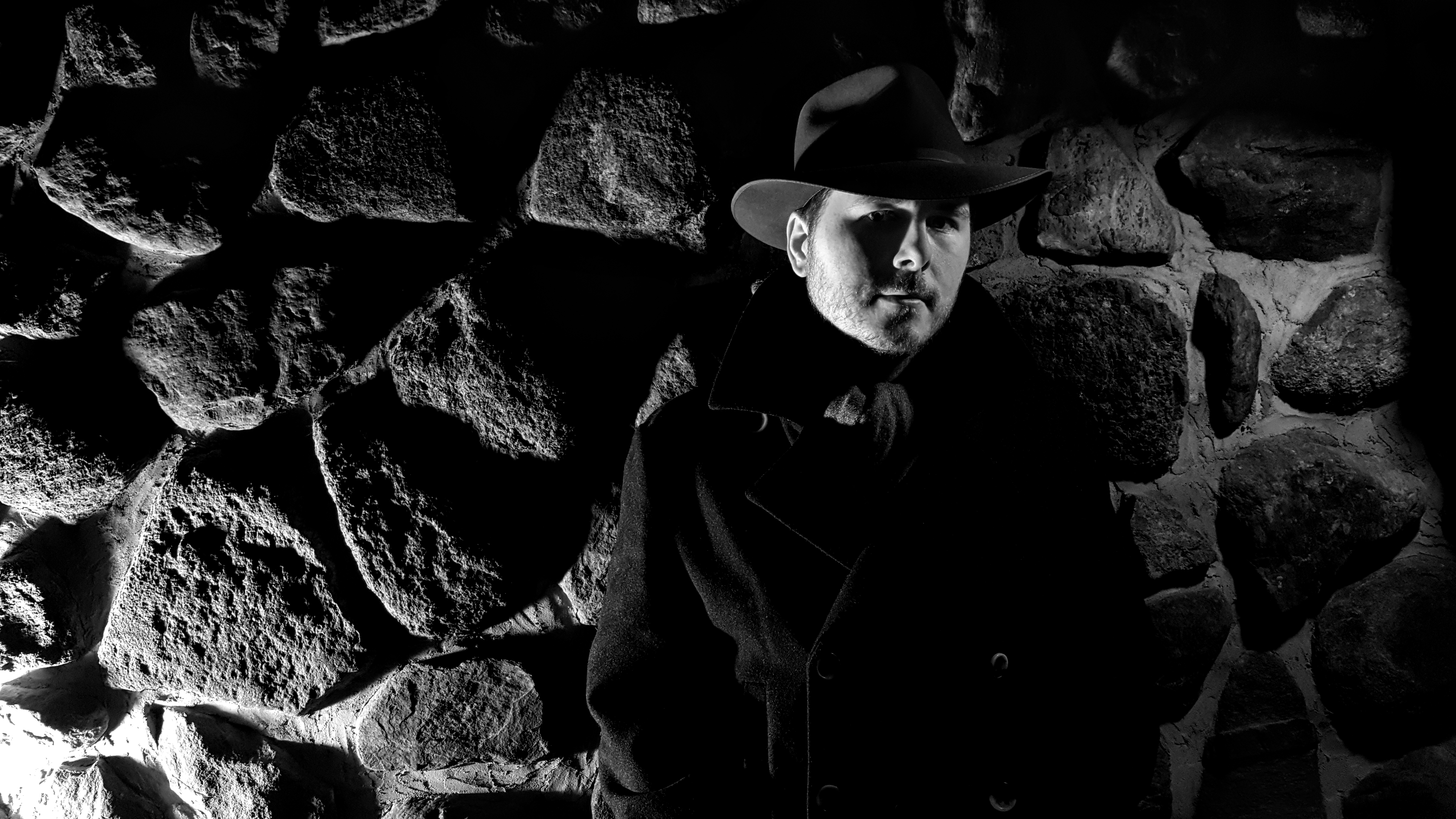
Vision Eternel en juin 2018.

## W
| WU LYF | Royaume-Uni |

Début de page

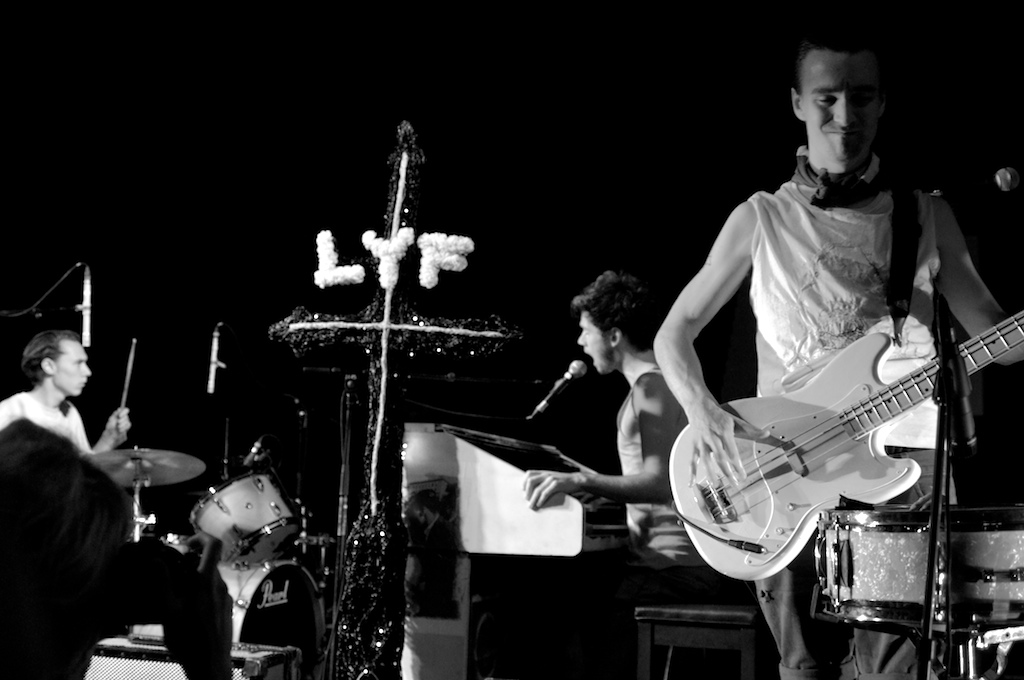
WU LYF en concert en juillet 2010.

## Y
| Yndi Halda, | Royaume-Uni |

Début de page

## Z
| Zenzile | France |
| Zëro    | France |
| Z¨ukr   | France |

Début de page

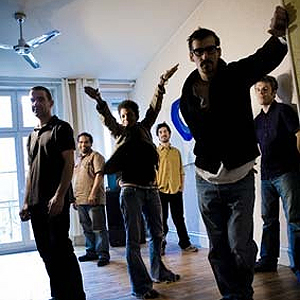
Zenzile en février 2000.